# Lijst van auteursaanduidingen in de botanische nomenclatuur
Dit is een lijst met standaardaanduidingen, zoals die oorspronkelijk ontwikkeld zijn door Kew Gardens. Deze zijn bedoeld voor gebruik bij het citeren van botanische namen (wetenschappelijke namen die worden geregeld door de International Code of Botanical Nomenclature). Deze aanduidingen betreffen personen die ooit zijn aangeduid in de author citation van zo'n naam. Doorgaans wordt de standaardaanduiding in kleinkapitalen geschreven. Het gebruik van standaardaanduidingen is niet verplicht.
Enkele voorbeelden:
- Kickxia spuria (L.) Dumort. - eironde leeuwenbek
- Vicia faba L. - tuinboon
- Passiflora loefgrenii Vitta

De lijst is alfabetisch op auteursaanduiding (vaak een afkorting van de naam), inclusief initialen, exclusief leestekens. Dus A.E.Ortmann staat onder A en niet onder O.

## A
- A.Arber - Agnes Arber (1879-1960)
- Aarons. - Aaron Aaronsohn (1876-1919)
- A.Barili - A. Barili
- A.Bassi - Agostino Bassi (1773-1856)
- A.Baytop - Asuman Baytop (1920-2015)
- Abbot - John Abbot (1751-1840 of 1841)
- A.Berger - Alwin Berger (1871-1931)
- A.B.Jacks. - Albert Bruce Jackson (1876-1947)
- A.Blytt - Axel Gudbrand Blytt (1843-1898)
- A.Br. - Addison Brown (1830-1913)
- Abrams - LeRoy Abrams (1874-1956)
- A.Braun - Alexander Braun (1805-1877)
- Abrom. - Johannes Abromeit (1857-1946)
- A.Camus - Aimée Antoinette Camus (1879-1965)
- Ach. - Erik Acharius (1757-1819)
- A.Chev. - Auguste Jean Baptiste Chevalier (1873-1956)
- A.C.Sm. - Albert Charles Smith (1906-1999)
- Acuña - Julián Acuña Galé (1900-1973)
- A.Cunn. - Allan Cunningham (1791-1839)
- Adams - Johannes Michael Friedrich Adams (1780-1838)
- Adans. - Michel Adanson (1727-1806)
- A.David - Alix (D.) David (1927)
- A.DC. - Alphonse Pyramus de Candolle (1806-1893)
- Adelb. - Albert George Ludwig Adelbert (1914-1972)
- Adema - Fredericus Arnoldus Constantin Basil Adema (1939)
- A.Dicks. - Alexander Dickson (1836-1877)
- A.Dietr. - Albert Gottfried Dietrich (1795-1856)
- A.D.Orb. - Alcide d'Orbigny (1802-1857)
- A.E.Johnson - Asa Emery Johnson (1825-1906)
- Aellen - Paul Aellen (1896-1973)
- A.E.Ortmann - Arnold Edward Ortmann (1863-1927)
- A.E.Porsild - Alf Erling Porsild (1901-1977)
- A.E.van Wyk - Abraham Erasmus van Wyk (1952)
- A.-E.Wolf - Anne-Elizabeth Wolf (1951)
- Afzel. - Adam Afzelius (1750-1837)
- Agassiz - Louis Agassiz (1807-1873)
- A.G.Jones - Almut Gitter Jones (1923-2013)
- Agosti - Giuseppe Agosti (1715-1785)
- A.G.Parrot - Aimé Georges Parrot (1910-1991)
- A.Gray - Asa Gray (1810-1888)
- Å.Gust. - Åke Gustafsson (1908-1988)
- A.Heller - Amos Arthur Heller (1867-1944)
- A.H.Gentry - Alwyn Howard Gentry (1945-1993)
- A.H.Sm. - Alexander Hanchett Smith (1904-1986)
- A.Huet - Alfred Huet du Pavillon (1829-1907)
- Ainsw. - Geoffrey Clough Ainsworth (1905-1998)
- Airy Shaw - Herbert Kenneth Airy Shaw (1902-1985)
- Aitch. - James Edward Tierney Aitchison (1836-1898)
- Aiton - William Aiton (1731-1793)
- A.J.Hend. - Andrew James Henderson (1950)
- A.J.Paton - Alan James Paton (1963)
- A.J.Scott - Andrew John Scott (1950)
- A.Juss. - Adrien Henri Laurent de Jussieu (1797-1853)
- Al.Brongn. - Alexandre Brongniart (1770-1847)
- Alb. - Johannes Baptista von Albertini (1769-1831)
- Alderw. - Cornelis Rugier Willem Karel van Alderwerelt van Rosenburgh (1863-1936)
- Alef. - Friedrich Georg Christoph Alefeld (1820-1872)
- Alexander - Edward Johnston Alexander (1901-1985)
- All. - Carlo Allioni (1728 of 1729-1804)
- Allan - Harry Howard Barton Allan (1882-1957)
- Allemão - Francisco Freire Allemão e Cysneiro (1797-1874)
- Allorge - Pierre Allorge (1891-1944)
- Allred - Kelly Allred (1949)
- Almeda - Frank Almeda (1946)
- A.Löve - Askell Löve (1916-1994)
- Alpino - Prospero Alpini (1553-1617)
- A.L.Schutte - Anne Lise Schutte (1962)
- Alston - Arthur Hugh Garfit Alston (1902-1958)
- Alstr. - Clas Alströmer (1736-1794)
- A.M.Ashby - Alison Marjorie Ashby (1901-1987)
- A.Massal. - Abramo Bartolommeo Massalongo (1824-1860)
- Ambrosi - Francesco Ambrosi (1821-1897)
- A.Meeuse - Adrianus Dirk Jacob Meeuse (1914-2020)
- Ames - Oakes Ames (1874-1950)
- Amici - Giovanni Battista Amici (1786-1863)
- Amman - Johann Amman (1707-1741)
- A.Murray - Andrew Murray (1812-1878)
- Anderb. - Arne Anderberg (1954)
- Andersson - Nils Johan Andersson (1821-1880)
- Andr. - Gábor Andreánszky (1895-1967)
- André - Édouard-François André (1840-1911)
- Andrews - Henry Charles Andrews
- Angelini - Claudio Angelini
- A.N.Mill. - Andrew Nicholas Miller
- Annonay - Hilaire Annonay
- Ant.Juss. - Antoine de Jussieu (1686-1758)
- Antoine - Franz Antoine (1815-1886)
- A.Pearson - Arthur Anselm Pearson (1874-1954)
- Aptroot - André Aptroot (1961)
- Arauzo - Sabino Arauzo
- Arbeláez - Alba Luz Arbeláez Alvarez (1965)
- Arbo - Maria Mercedes Arbo (1945)
- Arcang. - Giovanni Arcangeli (1840-1921)
- A.R.Clapham - Arthur Roy Clapham (1904-1990)
- Ard. - Pietro Arduino (1728-1805)
- Ardoino - Honoré Jean Baptiste Ardoino (1819-1874)
- Arechav. - José Arechavaleta (1838-1912)
- Aresch. - John Erhard Areschoug (1811-1887)
- A.Rich. - Achille Richard (1794-1852)
- Armbr. - W. Scott Armbruster (1951)
- Arn. - George Arnott Walker Arnott (1799-1868)
- Arnolds - Eef J.M. Arnolds (1948)
- A.R.Sm. - Alan Reid Smith (1943)
- Arthur - Joseph Charles Arthur (1850-1942)
- Arup - Ulf Arup (1959)
- Arx - Josef Adolph von Arx (1922-1988)
- Asch. - Paul Friedrich August Ascherson (1834-1913)
- A.Schimp. - Andreas Franz Wilhelm Schimper (1856-1901)
- Asmussen - Conny Asmussen
- A.Soriano - Alberto Soriano (1920-1998)
- Asso - Ignacio Jordán de Asso y del Rio (1742-1814)
- A.Stahl - Agustín Stahl (1842-1917)
- A.St.-Hil. - Augustin François César Prouvençal de Saint-Hilaire (1799-1853)
- Aubenas - André Aubenas
- Aubl. - Jean Baptiste Christian Fusée Aublet (1720-1778)
- Audouin - Jean Victor Audouin (1797-1841)
- Audubon - John James Audubon (1785-1851)
- Auersw. - Bernhard Auerswald (1818-1870)
- Auquier - Paul Henri Auquier (1939-1980)
- Auriv. - Carl Wilhelm Samuel Aurivillius (1854-1899)
- Aver. - Leonid V. Averyanov (1955)
- Aveskamp - Maikel M. Aveskamp
- A.Vogel - Art Vogel (1949-2020)
- A.W.Benn. - Alfred William Bennett (1833-1902)
- A.W.Hill - Arthur William Hill (1875-1941)
- A.Wigg. - Heinrich August Ludwig Wiggers (1803-1880)
- Aymonin - Gérard Guy Aymonin (1934)
- Azara - Félix de Azara (1746-1821)

## B
- Baas - Pieter Baas (1944-2024)
- Baas-Beck. - Lourens Baas Becking (1895-1963)
- Bab. - Charles Cardale Babington (1808-1895)
- B.A.Bohm - Bruce A. Bohm
- Bach.Pyl. - Jean-Marie Bachelot de La Pylaie (1786-1856)
- Backeb. - Curt Backeberg (1894-1966)
- Backer - Cornelis Andries Backer (1874-1963)
- Backh. - James Backhouse (1794-1869)
- Backlund - Anders Backlund
- Baehni - Charles Baehni (1906-1964)
- Baer - Karl Ernst von Baer (1792-1876)
- Bail - Carl Adolf Emmo Theodor Bail (1833-1922)
- Bailey - Frederick Manson Bailey (1827-1915)
- Baill. - Henri Ernest Baillon (1827-1895)
- Baker - John Gilbert Baker (1834-1920)
- Bakh. - Reinier Cornelis Bakhuizen van den Brink (1881-1945)
- Bakh.f. - Reinier Cornelis Bakhuizen van den Brink (1911-1987)
- Bal. - Benedict Balansa (1825-1892)
- Balayer - Monique Daubresse Balayer de Minden
- Balb. - Giovanni Battista Balbis (1765-1831)
- Balbiani - E.G. Balbiani
- Baldwin - William Baldwin (1779-1819)
- Balf. - John Hutton Balfour (1808-1884)
- Balf.f. - Isaac Bayley Balfour (1853-1922)
- Balgooy - Max Michael Josephus van Balgooy (1932)
- Balick - Michael Balick (1952)
- Ball - John Ball (1818-1889)
- Ballard - Francis Ballard (1896-1975)
- Bals.-Criv. - Giuseppe Gabriel Balsamo-Crivelli (1800-1874)
- Balslev - Henrik Balslev (1951)
- Bancr. - Edward Nathaniel Bancroft (1772-1842)
- Banister - John Banister (1650-1692)
- Banker - Howard James Banker (1866-1940)
- Banks - Joseph Banks (1743-1820)
- B.A.Perry - Brian A. Perry
- Baptista - Dalton Holland Baptista (1962)
- Barb.Rodr. - João Barbosa Rodrigues (1842-1909)
- Barfod - Anders Sánchez Barfod (1957)
- Barkman - Jan Johannes Barkman (1922-1990)
- Barla - Joseph Hieronymus Jean Baptiste Barla (1817-1896)
- Barneby - Rupert Charles Barneby (1911-2000)
- Barnéoud - François Marius Barnéoud (1821-)
- Barnhart - John Hendley Barnhart (1871-1949)
- Barr - Peter Barr (1825-1909)
- Barrande - Joachim Barrande (1799-1883)
- Barrère - Pierre Barrère (1690-1755)
- Barrie - Fred Barrie (1948)
- Bartal. - Biagio Bartalini (1746-1822)
- Barthlott - Wilhelm Barthlott (1946)
- Bartl. - Friedrich Gottlieb Bartling (1798-1875)
- Barton - Benjamin Smith Barton (1766-1815)
- Bartram - John Bartram (1699-1777)
- Bas - Cornelis Bas (1928-2013)
- Baster - Job Baster (1711-1775)
- Bastm. - Jan D. Bastmeijer
- Bataille - Frédéric Bataille (1850-1946)
- Bateman - James Bateman (1811-1897)
- Batsch - August Batsch (1761-1802)
- Batt. - Jules Aimé Battandier (1848-1922)
- Battarra - Giovanni Antonio Battarra (1714-1789)
- Baum.-Bod. - Marcel Gustav Baumann-Bodenheim (1920-1996)
- Baumann - Constantin Auguste Napoléon Baumann (1804-1884)
- Baumg. - Johann Christian Gottlob Baumgarten (1765-1843)
- B.Bremer - Birgitta Bremer (1950)
- B.B.Simpson - Beryl Brintnall Simpson (1942)
- B.C.Stone - Benjamin Clemens Masterman Stone (1933-1994)
- B.D.Jacks. - Benjamin Daydon Jackson (1846-1927)
- Beaman - John Homer Beaman (1929)
- Bean - William Jackson Bean (1863-1947)
- Beattie - Rolla Kent Beattie (1875-1960)
- Beauvis. - Georges Eugène Charles Beauvisage (1852-1925)
- Becc. - Odoardo Beccari (1843-1920)
- Bechst. - Johann Matthäus Bechstein (1757-1822)
- Beck - Günther von Mannagetta und Lërchenau Beck (1856-1931)
- Bedd. - Richard Henry Beddome (1830-1911)
- Beeli - Maurice Beeli (1879-1957)
- Beentje - Henk Beentje (1951)
- Beers - Alma Holland Beers (1892-1974)
- Béguet - A. Béguet
- Behr - Hans Hermann Behr (1818-1904)
- Beij. - Martinus Willem Beijerinck (1861-1931)
- Beille - Lucien Beille (1862-1946)
- Beissn. - Ludwig Beissner (1843-1927)
- Bellardi - Carlo Antonio Lodovico Bellardi (1741-1826)
- Bennert - H.Wilfried Bennert (1945-)
- Benth. - George Bentham (1800-1884)
- Bentley - Robert Bentley (1821-1893)
- Bergeret - Jean Bergeret (1751-1813)
- Bergey - David Hendricks Bergey (1860-1937)
- Bergh - Rudolph Sophus Bergh (1859-1924)
- Bergon - Paul Bergon (1863-1912)
- Berk. - Miles Joseph Berkeley (1803-1889)
- Berkhout - Christine Marie Berkhout (1893-1932)
- Berland. - Jean Louis Berlandier (1805-1851)
- Bernh. - Johann Jakob Bernhardi (1774-1850)
- Berthold - Gottfried Dietrich Wilhelm Berthold (1854-1937)
- Bertill. - Louis-Adolphe Bertillon (1821-1883)
- Bertol. - Antonio Bertoloni (1775-1869)
- Besler - Basilius Besler (1561-1629)
- Besser - Wilibald Swibert Joseph Gottlieb von Besser (1784-1842)
- Bessey - Charles Bessey (1845-1915)
- Bessey - Charles Edwin Bessey (1845-1915)
- Beusekom - C.F. van Beusekom (1940)
- B.-E.van Wyk - Ben-Erik van Wyk (1956)
- B.G.Baldwin - Bruce Gregg Baldwin (1957)
- B.G.Briggs - Barbara Gillian Briggs (1934)
- B.Gray - Bruce Gray (1939)
- B.Hein - Burghard Hein (1944)
- Bianca - Giuseppe Bianca (1801-1883)
- Billb. - Gustav Johann Billberg (1772-1844)
- Bisch. - Gottlieb Wilhelm Bischoff (1797-1854)
- B.Juss. - Bernard de Jussieu (1699-1777)
- B.K. Cui - Bao Kai Cui
- B.Kumari - Babita Kumari
- Blainv. - Henri Marie Ducrotay de Blainville (1777-1850)
- Blanco - Francisco Manuel Blanco (1778-1845)
- Blatt. - Ethelbert Blatter (1877-1934)
- B.L.Burtt - Brian Laurence Burtt (1913)
- B.L.Turner - Billie Lee Turner (1925)
- Blume - Carl Ludwig Blume (1789-1862)
- B.M.Barthol. - Bruce Monroe Bartholomew (1946)
- B.M.Boom - Brian Morey Boom (1954)
- B.M.Forst. - Benjamin Meggot Forster (1764-1829)
- B.Mathew - Brian Frederick Mathew (1936)
- B.Meeuse - Bastiaan Jacob Dirk Meeuse (1916-1999)
- B.Mey. - Bernhard Meyer (1767-1836)
- Boccone - Paolo Boccone (1633-1704)
- Boehm. - Georg Rudolf Boehmer (1723-1803)
- Boekhout - Teun Boekhout (1955)
- Boender - Ronald Boender (1939)
- Boenn. - Clemens Maria Franciscus von Bönninghausen (1785-1864)
- Boerh. - Herman Boerhaave (1668-1739)
- Boerl. - Jacob Gijsbert Boerlage (1849-1900)
- Bogner - Josef Bogner (1939)
- Böhning - T. Böhning
- Boidin - Jacques Boidin (1922-2013)
- Boisd. - Jean-Baptiste Alphonse Dechauffour de Boisduval (1799-1879)
- Boiss. - Pierre Edmond Boissier (1810-1885)
- Boistel - Alphonse Boistel (1836-1908)
- Boiteau - Pierre Boiteau (1911-1980)
- Bojer - Wenceslas Bojer (1797-1856)
- Bolle - Carl August Bolle (1821-1909)
- Bolton - James Bolton ( -1799)
- Bon - Marcel Bon (1925-2014)
- Bonaf. - Matthieu Bonafous (1793-1852)
- Bonamy - François Bonamy (1710-1786)
- Bonap. - Roland Napoléon Bonaparte (1858-1924)
- Bondartsev - Apollinarij Semionovich Bondartsev (1877-1968)
- Bong - August Gustav Heinrich von Bongard (1786-1839)
- Bonnet - Edmond Bonnet (1848-1922)
- Bonnier - Gaston Bonnier (1851-1922)
- Bonpl. - Aimé Bonpland (1773-1858)
- Boom - Boudewijn Karel Boom (1903-1980)
- Bor - Norman Loftus Bor (1893-1972)
- Borbás - Vincze von Borbás (1844-1905)
- Boreau - Alexandre Boreau (1803-1875)
- Borhidi - Attila L. Borhidi (1932)
- Boriss. - Antonina Georgievna Borissova (1903-1970)
- Borja - José Borja Carbonell (1903)
- Borkh. - Moritz Balthasar Borkhausen (1760-1806)
- Börner - Carl Julius Bernhard Börner (1880-1953)
- Bornet - Jean-Baptiste Édouard Bornet (1828-1911)
- Bornm. - Joseph Friedrich Nicolaus Bornmüller (1862-1948)
- Borrer - William Borrer (1781-1862)
- Borsch - Thomas Borsch (1969)
- Bory - Jean-Baptiste Bory de Saint-Vincent (1778-1846)
- Borza - Alexandru Borza (1887-1971)
- Bos - Jan Just Bos (1939-2003)
- Bosc - Louis-Augustin Bosc d'Antic (1759-1828)
- Bosch - Roelof Benjamin van den Bosch (1810-1862)
- Bosser - Jean M. Bosser (1922)
- Bouché - Peter Carl Bouché (1783-1856)
- Boucher - Jules Armand Guillaume Boucher de Crèvecoeur (1757-1844)
- Boud. - Jean Louis Émile Boudier (1828-1920)
- Boudrie - Michel Boudrie (1950)
- Bougher - Neale Lorne Bougher (1959)
- Boulenger - George Albert Boulenger (1858-1937)
- Bourdot - Hubert Bourdot (1861-1937)
- Bower - Frederick Orpen Bower (1855-1948)
- Brace - Lewis Jones Knight Brace 1852-1938
- Brack. - William Dunlop Brackenridge (1810-1893)
- Bradley - Richard Bradley (1688-1732)
- Brandt - Johann Friedrich von Brandt (1802-1879)
- Braun - Carl Friedrich Wilhelm Braun (1800-1864)
- Braun-Blanq. - Josias Braun-Blanquet (1884-1980), nota bene: in de vegetatiekunde ook Br.-Bl.
- Bréb. - Louis Alphonse de Brébisson (1798-1872)
- Breda - Jacob van Breda (1788-1867)
- Breda de Haan - Jacob van Breda de Haan (1866-1917)
- Breedlove - Dennis Breedlove (1939)
- Bref. - Julius Oscar Brefeld (1839-1925)
- Breistr. - Maurice A.F. Breistroffer (1910-1986)
- Brenan - John Patrick Micklethwait Brenan (1917-1985)
- Bres. - Giacopo Bresàdola (1847-1929)
- Breteler - Frans Breteler (1932)
- Bridge - Paul Dennis Bridge (1956)
- Brieger - Friedrich Gustav Brieger (1900-1985)
- Brinkmann - Wilhelm Brinkmann
- Briot - Pierre Louis Briot (1804-1888)
- Briq. - John Isaac Briquet (1870-1931)
- Britton - Nathaniel Lord Britton (1859-1934)
- Britzelm. - Max Britzelmayr (1839-1909)
- Brodo - Irwin Brodo (1935)
- Bromhead - Edward Ffrench Bromhead (1789-1855)
- Brongn. - Adolphe Brongniart (1801-1876)
- Brooker - Murray Ian Hill Brooker (1934)
- Broome - Christopher Edmund Broome (1812-1886)
- Brot. - Felix de Silva Avellar Brotero (1744-1828)
- Brouss. - Pierre Marie Auguste Broussonet (1761-1807)
- Brug. - Jean Guillaume Bruguière (1750-1798)
- Brugmans - Sebald Justinus Brugmans (1763-1819)
- Brumm. - Johannes van Brummelen (1932)
- Brummitt - Richard Kenneth Brummitt (1937-2013)
- Bruin - Kees Bruin
- Brunet - Louis-Ovide Brunet (1826-1876)
- B.Schmid - B. Schmid
- Buch - Leopold von Buch (1774-1853)
- Buch.-Ham. - Francis Buchanan-Hamilton (1762-1829)
- Buchholz - Fedor Vladimirovic Buchholz (1872-1924)
- Buhse - Friedrich Alexander Buhse (1821-1898)
- Bull. - Pierre Bulliard (v. 1742-1793)
- Bunge - Alexander von Bunge (1803-1890)
- Burbank - Luther Burbank (1849-1926)
- Burdet - Hervé Maurice Burdet (1939)
- Bureau - Louis Édouard Bureau (1830-1918)
- Burgeff - Hans Edmund Nicola Burgeff (1883-1976)
- Bürger - Heinrich Bürger (1804 of 1806-1858)
- Burgersd. - Leendert Burgersdijk (1828-1900)
- Burgoyne - Priscilla M. Burgoyne
- Burkill - Isaac Henry Burkill (1870-1965)
- Burm. - Johannes Burman (1707-1779)
- Burm.f. - Nicolaas Laurens Burman (1733-1793)
- Burmeist. - Hermann Burmeister (1807-1851)
- Burnett - Gilbert Thomas Burnett (1800-1835)
- Burns-Bal. - Pamela Burns-Balogh (1949)
- Burpee - L.L. Burpee
- Burrill - Thomas Jonathan Burrill (1839-1916)
- Burt - Edward Angus Burt (1859-1939)
- Burtt - Bernard Dearman Burtt (1902-1938)
- Bury - Priscilla Susan Bury (v. 1790-v. 1870)
- Buser - Robert Buser (1857-1931)
- Bütschli - Otto Bütschli (1848-1920)
- Buttler - Karl Peter Buttler
- Byfield - Andrew J. Byfield

## C
- C.A.Arnold - Chester Arthur Arnold (1901-1977)
- C.Abel - Clarke Abel (1789-1826)
- C.A.Br. - Clair Alan Brown (1903-1982)
- Caddick - Lizabeth R. Caddick
- Cadet - Thérésien Cadet (1937-1987)
- C.Agardh - Carl Adolph Agardh (1785-1859)
- Cajander - Aimo Cajander (1879-1943)
- Caldas - Francisco José de Caldas (1741-1816)
- Caley - George Caley (1770-1829)
- Cambess. - Jacques Cambessèdes (1799-1863)
- C.A.Mey. - Carl Anton Andreevic von Meyer (1795-1855)
- Camper - Petrus Camper (1722-1789)
- Cand. - Françoise Candoussau (1934)
- Cannart - Frederic Cannart d'Hamale (1804-1888)
- Capuron - René Paul Raymond Capuron (1921-1971)
- Carey - William Carey (1761-1834)
- Carlquist - Sherwin Carlquist (1930-2021)
- Carnevali - Germán Carnevali (1955)
- Carrière - Élie-Abel Carrière (1818-1896)
- Caruel - Théodore Caruel (1830-1898)
- Carver - George Washington Carver (1864-1943)
- Casp. - Johann Xaver Robert Caspary (1818-1887)
- Casper - Siegfried Jost Casper (1929)
- Cass. - Alexandre Henri Gabriel de Cassini (1781-1832)
- Catesby - Mark Catesby (1683-1749)
- Caullery - Maurice Caullery (1868-1958)
- Cav. - Antonio José Cavanilles (1745-1804)
- Caval.-Sm. - Thomas Cavalier-Smith (1942-2021)
- Cavara - Fridiano Cavara (1857-1929)
- C.Bab. - Churchill Babington (1821-1889)
- C.Bauhin - Gaspard Bauhin (1560-1624)
- C.Bayer - Clemens Bayer (1961)
- C.B.Clarke - Charles Baron Clarke (1832-1906)
- C.Bernard - Charles Jean Bernard (1876-1967)
- C.B.Niel - Cornelius Bernardus van Niel (1897-1985)
- C.C.Gmel. - Carl Christian Gmelin (1762-1837)
- C.C.Nascimento - Cristiano C. Nascimento
- C.Commelijn - Caspar Commelin (1667/8-1731)
- C.E.Bertrand - Charles Eugène Bertrand (1851-1917)
- C.E.Calderón - Cléofe E. Calderón (1940)
- C.E.Cramer - Carl Eduard Cramer (1831-1901)
- C.E.Hubb. - Charles Edward Hubbard (1900-1980)
- C.E.Jarvis - Charles Edward Jarvis (1954)
- Cejp - Karel Cejp (1900-1979)
- Čelak. - Ladislav Josef Čelakovský (1834-1902)
- Cels - Jacques Philippe Martin Cels (1740-1806)
- Celsius - Olof Celsius (1670-1756)
- Cerv. - Vicente Cervantes (1755-1829)
- Cervi - Armando Carlos Cervi (1944)
- Ces. - Vincenzo de Cesati (1806-1883)
- C.E.Salmon - Charles Edgar Salmon (1872-1930)
- Cesalpino - Andrea Cesalpino (1519-1603)
- C.E.Sm. - Charles Eastwick Smith (1820-1900)
- Cestoni - Giacinto Cestoni (1637-1718)
- C.E.Turner - Charles Edward Turner (1945-1997)
- C.F.Baker - Charles Fuller Baker (1872-1927)
- C.F.Gaertn. - Carl Friedrich von Gärtner (1772-1850)
- C.F.Schmidt - Carl Friedrich Schmidt (1811-1890)
- C.G.F.Hochst. - Christian Gottlob Ferdinand von Hochstetter (1829-1884)
- Chaillet - Jean Frédéric de Chaillet (1749-1839)
- Chaix - Dominique Chaix (1730-1799)
- Chaloner - William Gilbert Chaloner (1928)
- Cham. - Adelbert von Chamisso (1781-1838)
- Champ. - John George Champion (1815-1854)
- Chardón - Carlos Eugenio Chardón (1897-1965)
- Châtel. - Jean Jacques Châtelain (1736-1822)
- Chatton - Édouard Chatton (1883-1947)
- Chaumeton - François Pierre Chaumeton (1775-1819)
- Chautems - Alain Chautems
- Chaz. - Laurent Marie Chazelles de Prizy (1724-1808)
- Cheel - Edwin Cheel (1872-1951)
- Cheeseman - Thomas Frederic Cheeseman (1846-1923)
- Chess. - Pascale Chesselet (1959)
- Chevall. - François Fulgis Chevallier (1796-1840)
- Chin C.Wang - Chin Chih Wang
- Ching - Ren Chang Ching (1898-1986)
- Chiov. - Emilio Chiovenda (1871-1941)
- Chodat - Robert Hippolyte Chodat (1865-1934)
- C.Hoek - Christiaan van den Hoek (1933)
- C.Howe - Clifton Durant Howe (1874)
- Christ - Konrad Hermann Heinrich Christ (1833-1933)
- Christm. - Gottlieb Friedrich Christmann (1752-1836)
- Chrtek - Jindřich Chrtek (1930)
- C.H.Stirt. - Charles Howard Stirton (1946)
- Chun - Woon Young Chun (1890-1971)
- Cirillo - Domenico Maria Leone Cirillo (1739-1799)
- C.K.Pradeep - C.K. Pradeep
- C.K.Schneid. - Camillo Karl Schneider (1876-1951)
- C.K.Spreng. - Christian Konrad Sprengel (1750-1816)
- Clairv. - Joseph Philippe de Clairville (1742-1830)
- Clarion - Jacques Clarion (1776-1844)
- C.Lawson - Charles Lawson (1794-1873)
- Cleland - John Burton Cleland (1878-1971)
- Clem. - Frederic Edward Clements (1874-1945)
- Clemente - Simón de Roxas Clemente y Rubio (1777-1827)
- C.Lewis - Carl E. Lewis
- C.L.Hitchc. - Charles Leo Hitchcock (1902-1986)
- Clos - Dominique Clos (1821-1908)
- Clus. - Carolus Clusius (1525-1609)
- C.Martín - Charles-Édouard Martín (1847-1937)
- C.M.Cooke - Charles Montague Cooke Jr (1874-1948)
- C.Monod - Charles Monod de Froideville (1896-1978)
- C.Morren - Charles Morren (1807-1858)
- C.N.Forbes - Charles Noyes Forbes (1883-1920)
- Co - Leonardo Co (1953-2010)
- C.O.Baker - Charles O. Baker
- Coccia - Michele Coccia
- Cochrane - Theodore Stuart Cochrane (1942)
- Cockayne - Leonard Cockayne (1855-1934)
- Codd - Leslie Edward Wastell Codd (1908-1999)
- Cogn. - Célestin Alfred Cogniaux (1841-1916)
- Cohn - Ferdinand Julius Cohn (1828-1898)
- Coker - William Chambers Coker (1872-1953)
- Colebr. - Henry Thomas Colebrooke (1765-1837)
- Colenso - William Colenso (1811-1899)
- Collins - Frank Shipley Collins (1848-1920)
- Collinson - Peter Collinson (1694-1768)
- Colmeiro - Miguel Colmeiro (1816-1901)
- Comm. - Philibert Commerson (1727-1773)
- Cond. - Charles Marie de la Condamine (1701-1774)
- Consaul  - Laurie L. Consaul
- Cons. - Giovanni Consiglio
- Contu - Marco (E.) Contu
- Cooke - Mordecai Cubitt Cooke (1825-1914)
- Cool - Catharina Cool (1874-1928)
- Cope - Thomas Arthur Cope (1949)
- Copel. - Edwin Bingham Copeland (1873-1964)
- Coppejans - Eric Coppejans (1948)
- Coppens - Geo Coppens d'Eeckenbrugge
- Coppins - Brian John Coppins (1949)
- Corb. - François Marie Louis Corbière (1850-1941)
- Corda - August Karl Joseph Corda (1809-1849)
- Cordem. - Eugène Jacob de Cordemoy (1835-1911)
- Corill. - Robert Corillion (1908-1997)
- Corner - Edred John Henry Corner (1906-1996)
- Cornu - Marie Maxime Cornu (1843-1901)
- Cornut - Jacques Philippe Cornut (1606-1651)
- Correll - Donovan Stewart Correll (1908-1983)
- Correns - Carl Franz Joseph Erich Correns (1864-1933)
- Coss. - Ernest Staint-Charles Cosson (1819-1889)
- Costantin - Julien Noël Costantin (1857-1936)
- Couch - John Nathaniel Couch (1896-1986)
- Courtec. - Régis Courtecuisse (1956)
- Coville - Frederick Vernon Coville (1867-1937)
- C.Presl - Karel Bořivoj Presl (1794-1852)
- Crand.-Stotl. - Barbara Jean Crandall-Stotler (1942)
- Crantz - Heinrich Crantz (1722-1799)
- C.R.Bell - Clyde Ritchie Bell (1921)
- C.Rchb. - Carl von Reichenbach (1788-1869)
- Cremers - Georges Cremers (1936)
- Crép. - François Crépin (1830-1903)
- C.R.Hardy - Christopher R. Hardy
- Cribb - Alan Bridson Cribb (1925)
- Christ - Konrad Hermann Heinrich Christ (1833-1933)
- C.Rivière - Charles Marie Rivière (1845-x)
- C.R.Metcalfe - Charles Russell Metcalfe (1904-1991)
- Croat - Thomas Croat (1938)
- Cronk - Quentin C.B. Cronk
- Cronquist - Arthur Cronquist (1919-1992)
- Crous - Pedro Crous (1963)
- Crusio - Wim Crusio (1954)
- C.Siebold - Carl Theodor Ernst von Siebold (1804-1885)
- C.T.Philbrick - C. Thomas Philbrick
- C.Traill - Catherine Parr Traill (1802-1899)
- C.Troll - Carl Troll (1899-1975)
- C.Tul. - Charles Tulasne (1816-1884)
- Cuatrec. - José Cuatrecasas (1903-1996)
- Culham - Alastair Culham (1965)
- Cullen - James Cullen (1936)
- C.Ulloa - Carmen Ulloa Ulloa (1963)
- Curtis - William Curtis (1746-1799)
- Custer - Jakob Laurenz Custer (1755-1828)
- Cuvier - Georges Cuvier (1769-1832)
- C.V.Morton - Conrad Vernon Morton (1905-1972)
- C.W.Barnes - C.W. Barnes
- C.W.Dodge - Carroll William Dodge (1895-1988)
- C.Wright - Charles Wright (1811-1885)
- Czern. - Vassilii Matveievitch Czernajew (1796-1871)

## D
- D.A.Baum - David Alastair Baum (1964)
- Dahl - Anders Dahl (1751-1789)
- Daly - Douglas C. Daly (1953)
- Damm. - Karel Willem Dammerman (1885-1951)
- Dana - James Dwight Dana (1813-1895)
- Dancer - Thomas Dancer (ca. 1750-1811)
- Dandy - James Edgar Dandy (1903-1976)
- Danser - Benedictus Hubertus Danser (1891-1943)
- D'Archiac - Adolphe d'Archiac (1802-1868)
- D'Arcy - William Gerald D'Arcy (1931-1999)
- D.A.Reid - Derek Agutter Reid (1927-2006)
- Darluc - Michel Darluc (1707-1783)
- D.Arora - David Arora
- Darwin - Charles Darwin (1809-1882)
- D.A.Simpson - David Alan Simpson (1955)
- David - Armand David (1826-1900)
- Davidse - Gerrit Davidse (1942)
- Davies - Hugh Davies (1739-1821)
- D.A.Webb - David Allardyce Webb (1912-1994)
- Daza - A. Daza Yomona
- DC. - Augustin Pyramus de Candolle (1778-1841)
- D.C.Bay - Dorothy C. Bay
- D.Don - David Don (1799-1841)
- D.Dietr. - David Nathaniel Friedrich Dietrich (1799-1888)
- Deakin - Richard Deakin (1808-1873)
- De Bary - Anton de Bary (1831-1888)
- De Block - Petra De Bloc
- Decne. - Joseph Decaisne (1807-1882)
- De Cock - Arthur W.A.M. de Cock (1950)
- De Hoog - Sybren de Hoog (1948)
- Deighton - Frederick Claude Deighton (1903-1992)
- De Jonch. - Gerardus J. de Joncheere (1909-1989)
- Delarbre - Antoine Delarbre (1724-1813)
- Delavay - Pierre Jean Marie Delavay (1834-1895)
- Deless. - Jules Paul Benjamin Delessert (1773-1847)
- Deleuze - Joseph Deleuze (1753-1835)
- Delile - Alire Raffeneau-Delile (1778-1850)
- De Man - Johannes Govertus de Man (1850-1930)
- De Meijer - André August Remi de Meijer (1957)
- D.E.Mey. - Dieter Erich Meyer (1926-1982)
- Den Held - Hanneke den Held (1946)
- Dennis - Richard William George Dennis (1910-2003)
- De Not. - Giuseppe (Josephus) de Notaris (1805-1877)
- Deppe - Ferdinand Deppe (1794-1861)
- De Puydt - Paul Émile de Puydt (1810-1891)
- Der - Joshua P. Der
- Dermek - Aurel Dermek (1925-1989)
- Deroin - Thierry Deroin (1960)
- De Roon - Adrianus Cornelis de Roon (1928)
- Desf. - René Desfontaines (1750-1833)
- Desjardin - Dennis E. Desjardin (1950)
- Desm. - John Baptiste Henri Joseph Desmazières (1786-1862)
- De Smidt - Jacques de Smidt
- Des Moul. - Charles des Moulins (1798-1875)
- Desr. - Louis Auguste Joseph Desrousseaux (1753-1838)
- Desv. - Nicaise Augustin Desvaux (1784-1856)
- Devillers - Pierre Devillers
- Devillers-Tersch. - Jean Devillers-Terschuren
- De Vis - Charles Walter De Vis (1829-1915)
- De Vogel - Ed de Vogel (1942)
- De Vries - Hugo de Vries (1848-1935)
- De Vriese - Willem Hendrik de Vriese (1806-1862)
- De Wild. - Émile De Wildeman (1866-1947)
- De Wit - Hendrik de Wit 1909-1999
- D.Fairchild - David Fairchild (1869-1954)
- D.F.Cutler - David Frederick Cutler (1939)
- D.G.Lloyd - David Lloyd (1937-2006)
- D.Hawksw. - David Hawksworth (1946)
- D.H.Goldman - Douglas H. Goldman (1969)
- D.H.Kent - Douglas Henry Kent (1920-1998)
- D.H.Norris - Daniel Howard Norris (1933)
- D.H.Scott - Dukinfield Henry Scott (1854-1934)
- Dibben - Martyn James Dibben (1943)
- Dickie - George Dickie (1812-1882)
- Dicks. - James (Jacobus) J. Dickson (1738-1822)
- Died. - Hermann Diedicke (1865-1940)
- Diels - Friedrich Ludwig Emil Diels (1874-1945)
- Dietel - Paul Dietel (1860-1947)
- Dijk - Jaap van Dijk (1922-1967)
- Dilcher - David L. Dilcher (1936)
- Dill. - Johann Jacob Dillenius (1684-1747)
- D.I. Murray - D.I.L. Murray
- Ding Hou - Ding Hou (1921-2008)
- Ditmar - L.P.Fr. Ditmar
- D.J.Middleton - David John Middleton (1963)
- D.K.Harder - Daniel Kenneth Harder (1960)
- D.Krüger - Dirk Krüger
- D.M.Bates - David Martin Bates (1935)
- D.M.Hend. - Douglas Mackay Henderson (1927-2007)
- D.Löve - Doris Benta Maria Löve (1918-2000)
- D.L.Jones - David Lloyd Jones (1944)
- D.L.Olivier - Dorothea L. Olivier
- D.M.Gates - David Murray Gates (921)
- D.M.Porter - Duncan MacNair Porter (1937)
- Dodoens - Rembert Dodoens (1518-1585)
- Dodson - Calaway H. Dodson
- Doi - Tôhei Doi (1882-1946)
- Doing - Henk Doing (1927-1996)
- Döll - Johann Christoph Döll (1808-1885)
- Domański - Stanisław Domański (1916-1993)
- Dombey - Joseph Dombey (1742-1796)
- Domin - Karel Domin (1882-1953)
- Donk - Marinus Anton Donk (1908-1972)
- Donn - James Donn (1758-1813)
- Door. - Simon Gottfried Albert Doorenbos (1891-1980)
- Dörfl. - Ignaz Dörfler (1866-1950)
- Dorogin - Georgi Nikolaevich Dorogin
- Dorr - Laurence Dorr (1953)
- Douglas - David Douglas (1798-1834)
- Douin - Charles Isidore Douin (1858-1944)
- D.P.Banks - David P. Banks
- D.P. Rogers - Donald Philip Rogers (1908)
- Drake - Emmanuel Drake del Castillo (1855-1904)
- Drap. - Jacques Draparnaud (1772-1804)
- Drechsler - Charles Frank Drechsler (1892-1986)
- Drège - Jean François Drège (1794-1881)
- Drehmel - Dennis Drehmel
- Drenth - Engbert Drenth (1945)
- Dressler - Robert Dressler (1927)
- D.R.Herbst - Derral Raymon Herbst (1934)
- Dring - Donald M. Dring (1932-1978)
- D.Royen - David van Royen (1727-1799)
- D.R.Parn. - Dennis Richard Parnell (1939)
- D.R.Reynolds - Don Rupert Reynolds (1938)
- Druce - George Claridge Druce (1850-1932)
- Drude - Carl Georg Oscar Drude (1852-1933)
- Dryand. - Jonas Carlsson Dryander (1748-1810)
- D.S.Ingram - David S. Ingram (1941)
- D.S.Jord. - David Starr Jordan (1851-1931)
- D.S.Johnson - Duncan Starr Johnson (1867-1937)
- D.T.E.Ploeg - Douwe Taeke Engelbertus van der Ploeg (1916-2006)
- D.Tyteca - Daniel Tyteca (1950-)
- Duby - Jean Étienne Duby (1798-1885)
- Duchesne - Antoine Nicolas Duchesne (1747-1827)
- Dudley - William Russel Dudley (1849-1911)
- Dufour - Léon Dufour (1780-1865)
- Duhamel - Henri Louis Duhamel du Monceau (1700-1782)
- Dujard. - Félix Dujardin (1801-1860)
- Dum.Cours. - Georges Louis Marie Dumont de Courset (1746-1824)
- Dumort. - Barthélemy Du Mortier (1797-1878)
- Dunal - Michel Félix Dunal (1789-1856)
- Durande - Jean-François Durande (1732-1794)
- Durazzo - Ippolito Durazzo (1750-1818)
- Durieu - Michel Charles Durieu de Maisonneuve (1796-1878)
- d'Urv. - Jules Sébastian César Dumont d'Urville (1790-1842)
- Dusén - Per Karl Hjalmar Dusén (1855-1926)
- Duval - Henri Auguste Duval (1777-1814)
- Duvigneaud - Jacques Duvigneaud (1920-2006)
- D.X.Zhang - Dian Xiang Zhang (1963)
- Dyer - William Turner Thiselton Dyer (1843-1928)

## E
- E.A.Kellogg - Elizabeth Anne Kellogg (1951)
- E.A.Mennega - Erik Albert Mennega (1923-1998)
- Earle - Franklin Sumner Earle (1856-1929)
- Eastw. - Alice Eastwood (1859-1953)
- Eaton - Amos Eaton (1776-1842)
- E.Britton - Elizabeth Gertrude Britton (1858-1934)
- E.C.Hansen - Emil Christian Hansen (1842-1909)
- Eckblad - Finn-Egil Eckblad (1923-2000)
- Eckl. - Christian Friedrich Ecklon (1795-1868)
- Edmondston - Thomas Edmondston (1825-1846)
- E.D.Rudolph - Emanuel David Rudolph (1927-1992)
- Eeden - Frederik Willem van Eeden (1829-1901)
- E.F.Anderson - Edward Frederick Anderson (1932-2001)
- E.F.A.Raoul - Édouard François Armand Raoul (1845-1898)
- E.Fisch. - Eduard Fischer (1861-1939)
- E.F.Linton - Edward Francis Linton (1848-1928)
- E.F.Malysheva - Ekaterina F. Malysheva
- E.Forst. - Edward Forster (1765-1849)
- E.G.Camus - Edmond Gustav Camus (1852-1915)
- E.G.H.Oliv. - Edward George Hudson Oliver (1938)
- Eggli - Urs Eggli (1959)
- E.Heimans - Eli Heimans (1861-1914)
- E.Hitchc. - Edward Hitchcock (1793-1864)
- E.Holmb. - Eduardo Ladislao Holmberg (1852-1937)
- E.Horak - Egon Horak (1937)
- Ehr.Bayer - Ehrentraud Bayer (1953)
- Ehrenb. - Christian Gottfried Ehrenberg (1795-1876)
- Ehrend. - Friedrich Ehrendorfer (1927)
- Ehret - Georg Dionysus Ehret (1708-1770)
- Ehrh. - Jakob Friedrich Ehrhart (1742-1795)
- É.Huet - Édouard Huet du Pavillon (1819-1908)
- E.H.Wilson - Ernest Henry Wilson (1876-1930)
- Eichler - August Wilhelm Eichler (1839-1887)
- Eichw. - Karl Eduard von Eichwald (1794-1876)
- E.J.Durand - Elias Judah Durand (1870-1922)
- E.-J. Gilbert - Edouard-Jean (Edward) Gilbert (1888-1954)
- Ekanayaka - Anusha Hasini Ekanayaka
- E.K.Cash - Edith Katherine Cash (1890-1992)
- E.Klein - Erich Klein
- E.L.Bridges - Edwin L. Bridges
- E.L.Krause - Ernst Ludwig Krause (1839-1903)
- Elliott - Stephen Elliott (1771-1830)
- Elwes - Henry John Elwes (1846-1922)
- E.Martens - Eduard Karl von Martens (1831-1904)
- E.Mey. - Ernst Meyer (1791-1858)
- E.M.Friis - Else Marie Friis (1947)
- É.Morren - Édouard Morren (1833-1886)
- Emory - William Hemsley Emory (1811-1887)
- Em.Schmid - Emil Schmid (1891-1982)
- E.Müll. - Emil (von) Müller (1920-2008)
- Endl. - Stephan Endlicher (1804-1849)
- Engel – Franz Engel (1834–1920)
- Engelm. - George Engelmann (1809-1884)
- Engl. - Adolf Engler (1844-1930)
- E.Nyman - Erik Olof August Nyman (1866-1900)
- E.O.Schmidt - Eduard Oscar Schmidt (1823-1886)
- E.Perrier - Edmond Perrier (1844-1921)
- Epling - Carl Clawson Epling (1894-1968)
- E.P.Bicknell - Eugene Pintard Bicknell (1859-1925)
- E.P.Perrier - Eugène Pierre Perrier de la Bâthie (1825-1916)
- Erdtman - Otto Gunnar Elias Erdtman (1897-1973)
- Erikss. - Jakob Eriksson (1848-1931)
- E.Salisb. - Edward James Salisbury (1886-1978)
- E.S.Anderson - Edgar Shannon Anderson (1897-1969)
- Eschsch. - Johann Friedrich von Eschscholtz (1793-1831)
- Esper - Eugen Johann Christoph Esper (1742-1810)
- E.S.Popov - Eugene S. Popov
- Ettingsh. - Constantin von Ettingshausen (1826-1897)
- Eversm. - Eduard Friedrich von Eversmann (1794-1860)
- Ewan - Joseph Andorfer Ewan (1909-1999)
- Ewart - Alfred James Ewart (1872-1937)
- E.W.Berry - Edward Wilber Berry (1875-1945)
- E.Willm. - Ellen Willmott (1860-1934)
- E.Witte - Eduard Theodor Witte (1865-1839)
- E.W.Mason - Edmund William Mason (1890-1975)
- E.W.Sm. - Elmer William Smith (1920-1981)
- Exell - Arthur Wallis Exell (1901-1993)
- E.Zippel - Elke Zippel

## F
- Faber - Friedrich Carl von Faber (1880-1954)
- F.A.C.Weber - Frédéric Albert Constantin Weber (1830-1903)
- Faden - Robert Bruce Faden (1942)
- Faegri - Knut Fægri (1909-2001)
- Fagon - Guy-Crescent Fagon (1638-1718)
- F.Allam. - Frédéric-Louis Allamand (1735-1803)
- Falc. - Hugh Falconer (1808-1865)
- Farjon - Aljos Farjon (1946)
- Farl. - William Gilson Farlow (1844-1919)
- Farrer - Reginald Farrer (1880-1920)
- Faurie - Urbain Jean Faurie (1847-1915)
- Fawc. - William Fawcett (1851-1926)
- F.A.Wolf - Frederick Adolph Wolf (1885-1975)
- Fayod - Victor Fayod (1860-1900)
- F.Bolle - Friedrich Franz August Albrecht Bolle (1905)
- F.B.White - Francis Buchanan White (1842-1894)
- F.Cuvier - Frédéric Cuvier (1773-1838)
- F.Dietr. - Friedrich Gottlieb Dietrich (1768-1850)
- F.D.Lamb. - Fred Dayton Lambert (1871-1931)
- Fedde - Friedrich Karl Georg Fedde (1873-1942)
- Fedosova - Anna G. Fedosova
- Fée - Antoine Laurent Apollinaire Fée (1789-1874)
- Feer - Heinrich Feer (1857-1892)
- F.E.Fritsch - Felix Eugen Fritsch (1879-1954)
- Fenzl - Eduard Fenzl (1808-1879)
- Fernald - Merritt Lyndon Fernald (1873-1950)
- Ferris - Roxana Judkins Ferris (1895-1978)
- Ferry - René Joseph Justin Ferry (1845-1924)
- Férussac - André Étienne d'Audebert de Férussac (1786- 1836)
- Feuillet - Christian Feuillet (1948)
- Feuillée - Louis Éconches Feuillée (1660-1732)
- F.E.Weiss - Frederick Ernest Weiss (1865-1953)
- F.F.Blackman - Frederick Frost Blackman (1866-1947)
- F.Hallé - Francis Hallé (1938)
- F.Hern. - Francisco Hernández (1514 of 1517-1587)
- F.H.Hildebr. - Frederik Hendrik Hildebrand (1900-1975)
- F.H.Lewis - Frank Harlan Lewis (1919)
- F.H.Møller - F.H. Møller (1887)
- F.H.Wigg. - Friedrich Heinrich Wiggers (1746-1811)
- Fiasson - J.-L.F. Fiasson
- Fieber - Franz Xaver Fieber (1807-1872)
- Finet - Achille Finet (1862-1913)
- Fisch. - Friedrich Ernst Ludwig von Fischer (1782-1854)
- Fisher - Elmon McLean Fisher (1861-1938)
- Fitzp. - Harry Morton Fitzpatrick (1886-1949)
- F.J.Müll. - Fritz Müller (1821-1897)
- F.Kern - Frank Dunn Kern (1883-1973)
- F.Lestib. - François-Joseph Lestiboudois (?-1815)
- F.L.Bauer - Ferdinand Bauer (1760-1826)
- Floret - Jean-Jacques Floret (1939)
- Florin - Carl Rudolf Florin (1894-1965)
- F.L.Tai - Fung (Fang) Lan (L.Y.) Tai (1893-1973)
- Flueck. - Friedrich August Flückiger (1828-1894)
- F.Maek. - Fumio Maekawa (1908-1984)
- F.Michx. - François André Michaux (1770-1855)
- F.M.Knuth - Frederik Marcus Knuth (1904-1970)
- F.Muell. - Ferdinand von Müller (1825-1896)
- F.N.Rasm. - Finn Nygaard Rasmussen (1948)
- F.Oliv. - Francis Wall Oliver (1864-1951)
- Forrest - George Forrest (1873-1932)
- Fosberg - Francis Raymond Fosberg (1908-1993)
- Focke - Wilhelm Olbers Focke (1834-1922)
- Foderé - François Emanuel Foderé (1764-1835)
- Fogel - Robert Fogel (1947)
- Forssk. - Pehr Forsskål (1732-1763)
- Forst. zie J.R.Forst. & G.Forst
- Fortune - Robert Fortune (1812-1880)
- Foucaud - Julien Foucaud (1847-1904)
- Fourr. - Jules Pierre Fourreau (1844-1871)
- Fr. - Elias Magnus Fries (1794-1878)
- Frame - Dawn Frame (1958)
- Franch. - Adrien René Franchet (1834-1900)
- Franco - João Manuel Antonio do Amaral Franco (1921)
- Franco-Mol. - Ana Esperanza Franco-Molano
- Franc.-Ort. - Javier Francisco-Ortega (1958)
- Fraser - John Fraser (1750-1811)
- Fresen. - Johann Baptist Georg (George) Wolfgang Fresenius (1808-1866)
- Frič - Alberto Vojtech Frič (1882-1944)
- Friis - Ib Friis (1945)
- Fritsch - Karl Fritsch (1864-1934)
- Friv. - Imre Frivaldszky (1799-1870)
- Frém. - John Charles Frémont (1813-1890)
- Frödén - Patrik Frödén
- Frodin - David Gamman Frodin (1940-2019)
- Frohne - Dietrich Frohne
- Fron - Georges Fron (1870-1957)
- Fryer – Alfred Fryer (1826-1912)
- F.Rudolphi - Friedrich Karl Ludwig Rudolphi (1801-1849)
- F.Schmidt - Friedrich Karl Schmidt (1832-1908)
- F.Šmarda - František Šmarda (1902-1976)
- F.T.Bakker - Freek T. Bakker
- F.Towns. - Frederick Townsend (1822-1905)
- Fuckel - Karl Wilhelm Gottlieb Leopold Fuckel (1821-1876)
- F.Voigt - Friedrich Siegmund Voigt (1781-1850)
- F.W.Went - Frits Warmolt Went (1903-1990)
- F.W.Schmidt - Franz Wilibald Schmidt (1764-1796)
- F.W.Schultz - Friedrich Wilhelm Schultz (1804-1876)

## G
- Gack - Claudia Gack (1986)
- G.A.de Vries - Gerardus Albertus de Vries (1919-2005)
- Gaertn. - Joseph Gaertner (1732-1791)
- Gagnebin - Abraham Gagnebin (1707-1800)
- Gagnep. - François Gagnepain (1866-1952)
- Gaimard - Joseph Paul Gaimard (1790-1858)
- G.A.Klebs - Georg Albrecht Klebs (1857-1918)
- Galeotti - Henri Guillaume Galeotti (1814-1857)
- Galzin - Amédée Galzin (1853-1925)
- Gandhi - Kanchi Natarajan Gandhi (1948)
- Gamble - James Sykes Gamble (1847-1925)
- Gams - Helmut Gams (1893-1976)
- Garay - Leslie Andrew Garay (1924)
- Garcke - Christian August Friedrich Garcke (1819-1904)
- Garden - Alexander Garden (1730-1792)
- Gardner - George Gardner (1812-1849)
- G.Arnaud - Gabriel Arnaud (1882-1957)
- Garn.-Jones - Philip John Garnock-Jones (1950)
- G.A.Romero - Gustavo Adolfo Romero (1955)
- Garrett - Albert Osbun Garrett (1870-1948)
- Gassner - Johann Gustav Gassner (1881-1955)
- Gathoye - Jean-Louis Gathoye (1963-)
- Gatt. - Augustin Gattinger (1825-1903)
- Gaudich. - Charles Gaudichaud-Beaupré (1789-1854)
- Gaudin - Jean François Aimée Gottlieb Philippe Gaudin (1766-1833)
- Gäum. - Ernst Albert Gäumann (1893-1963)
- Gaume - Raymond Gaume (1885-1964)
- Gaussen - Henri Marcel Gaussen (1891-1981)
- G.Benn. - George Bennett (1804-1893)
- G.C.Munro - George Campbell Munro (1866-1963)
- G.Cunn. - Gordon Herriott (Heriot) Cunningham (1892-1962)
- G.Don - George Don (1798-1856)
- Geerinck - Daniel Geerinck (1945)
- Geh. - Adalbert Geheeb (1842-1909)
- G.E.Hutch. - G. Evelyn Hutchinson (1903-1991)
- Gelardi - Matteo Gelardi
- Gemeinholzer - Birgit Gemeinholzer
- Genev. - Léon Gaston Genevier (1830-1880)
- Geniez - Philippe Geniez
- Gentry - Howard Scott Gentry (1903-1993)
- Georgi - Johann Gottlieb Georgi (1729-1802)
- Gereau - Roy Gereau (1947)
- Germ. - Jacques Nicolas Ernest Germain de Saint-Pierre (1815-1882)
- Germar - Ernst Friedrich Germar (1786-1853)
- G.E.Schatz - George Edward Schatz (1953)
- G.E.Sm. - Gerard Edwards Smith (1804-1881)
- Gessner - Johannes Gessner (1709-1790)
- Gévaudan - Alain Gévaudan
- Geyl. - Hermann Theodor Geyler (1834-1889)
- G.F.Atk. - George Francis Atkinson (1854-1918)
- G.F.Gmel. - G.F. Gmelin
- G.Forst. - (Johann) Georg (Adam) Forster (1754-1794)
- G.Gaertn. - Gottfried Gaertner (1754-1825)
- G.Gerlach - Günter Gerlach (1953)
- G.H.Otth - Gustav Heinrich Otth (1806-1874)
- Giachini - Admir J. Giachini
- Gibbs - Lilian Suzette Gibbs (1870-1925)
- Gibby - Mary Gibby (1949)
- Gideon F.Sm. - Gideon François Smith (1959)
- Gilb. - Robert Lee Gilbertson (1925)
- Gilib. - Jean-Emmanuel Gilibert (1741-1814)
- Gilles - Gérard Gilles
- Gillespie - John Wynn Gillespie (-1932)
- Gillet - Claude-Casimir Gillet (1806-1896)
- Gilmour - John Scott Lennox Gilmour (1906-1986)
- Gir.-Chantr. - Justin Girod-Chantrans (1750-1841)
- Giseke - Paul Dietrich von Giseke (1741-1796)
- Givnish - Thomas Givnish (1951)
- G.J.Anderson - Gregory Joseph Anderson (1944)
- G.Kirchn. - Georg Kirchner (1837-1885)
- Gleason - Henry Allan Gleason (1882-1975)
- Gled. - Johann Gottlieb Gleditsch (1714-1786)
- G.Lodd. - George Loddiges (1784-1846)
- G.López - Ginés Alejandro López González (1950)
- G.Mans. - Guilhem Mansion
- G.Mey. - Georg Friedrich Wilhelm Meyer (1782-1856)
- Gminder - Andreas Gminder
- G.Moore - George Thomas Moore (1871-1956)
- G.Moreno - Gabriel Moreno
- G.Murray - George Robert Milne Murray (1858-1911)
- Goddijn - Wouter Adriaan Goddijn (1884-1960)
- Godley - Eric J. Godley (1919)
- Godm. - Frederick DuCane Godman (1834-1919)
- Godr. - Dominique Alexandre Godron (1807-1880)
- Goethart - Jan Willem Christiaan Goethart (1866-1938)
- Goethe - Johann Wolfgang von Goethe (1749-1832)
- Goldblatt - Peter Goldblatt (1943)
- Goldfuss - Georg August Goldfuss (1782-1848)
- Gölz - Peter Gölz (1935-)
- Good - Peter Good (-1803)
- Gooden. - Samuel Goodenough (1743-1827)
- Göpp. - Heinrich Göppert (1800-1884)
- Gordon - George Gordon (1806-1879)
- Gorjón - Sergio Pére Gorjón
- Gornall - Richard Gornall (1951)
- Gorter - David de Gorter (1717-1783)
- Gosse - Philip Henry Gosse (1810-1888)
- Gouan - Antoine Gouan (1733-1821)
- Gouda - Eric Gouda (1957)
- G.P.Lewis - Gwilym Peter Lewis (fl. 1952)
- Gradst. - Robbert Gradstein (fl. 1943)
- Graebn. - Karl Otto Robert Peter Paul Graebner (1871-1933)
- Graham - Robert Graham (1786-1845)
- Gramberg - Eugen Gramberg
- Grande - Loreto Grande (1878-1965)
- Grandid. - Alfred Grandidier (1836-1921)
- Granv. - Jean-Jacques de Granville (fl. 1943)
- Grassé - Pierre-Paul Grassé (1895-1985)
- Grassi - Giovanni Battista Grassi (1854-1925)
- Grau - Jürke Grau (fl. 1937)
- Gravend. - Barbara Gravendeel (fl. 1968)
- Gray - Samuel Frederick Gray (1766-1828)
- Greene - Edward Lee Greene (1843-1915)
- Greenm. - Jesse More Greenman (1867-1951)
- Greenwell - Amy Greenwell (1921-1974)
- Gren. - Jean Charles Marie Grenier (1808-1875)
- Greuter - Werner Greuter (1938)
- Greshoff - Maurits Greshoff (1862-1909)
- Grev. - Robert Kaye Greville (1794-1866)
- Grey-Wilson - Christopher Grey-Wilson (fl. 1944)
- Grgur. - Cheryl A. Grgurinovic
- Griff. - William Griffith (1810-1845)
- Griffon - Édouard Griffon (1869-1912)
- Grinling - Kenneth Grinling
- Gris - Jean Antoine Arthur Gris (1829-1872)
- Griscom - Ludlow Griscom (1890-1959)
- Griseb. - August Heinrich Rudolf Grisebach (1814-1879)
- Groenh. - Pieter Groenhart (1894-1965)
- Gröger - Frieder Gröger
- Gronov. - Johan Frederik Gronovius (1686-1762)
- Grout - Abel Joel Grout (1867-1947)
- Gruyter - Johannes de Gruyter
- G.Schulze - Gerhard Karl Friedrich Schulze (1924-)
- G.Shaw - George Shaw (1751-1813)
- G.Sm. - George Smith (1895-1967)
- G.S.Ridl. - Geoffrey S. Ridley
- G.Stev. - Greta Barbara Stevenson (1911-1990)
- G.Suringar - Gerard Conrad Bernard Suringar (1802-1874)
- G.Taylor - George Taylor (1904-1993)
- G.T.Benson - Gilbert Thereon Benson (1896-1928)
- G.Trevir. - Gottfried Reinhold Treviranus (1776-1837)
- Gueldenst. - Johann Anton Güldenstädt (1745-1781)
- Guest - Evan Rhuvon Guest (1902-1992)
- Guett. - Jean-Étienne Guettard (1715-1786)
- Gugelb. - Maria Gugelberg von Moos (1836-1918)
- Guill. - Jean Baptiste Antoine Guillemin (1796-1842)
- Guillaumin - André Guillaumin (1885-1974)
- Guinier - Philibert Guinier (1876-1962)
- Gunckel - Hugo Gunckel Lüer (1901-1997)
- Gunnerus - Johann Ernst Gunnerus (1718-1773)
- Gusman - Guy Gusman
- Guss. - Giovanni Gussone (1787-1866)
- Guthrie Francis Guthrie (1831-1899)
- Guzmán - Gastón Guzmán (1932-2016)
- G.W.Beaton - Gordon William Beaton (1911)
- G.Winter - Heinrich Georg Winter (1848-1887)

## H
- Haan - Wilhem de Haan (1801-1855)
- Hack. - Eduard Hackel (1850-1926)
- Hacq. - Belsazar Hacquet (1739-1815)
- Hadač - Emil Hadač (1914-2003)
- Haeckel - Ernst Haeckel (1834-1919)
- Hafellner - Joseph (Josef) Hafellner (1951)
- Hagen - Hermann August Hagen (1817-1893)
- Hakelier - Nils Georg Hakelier
- Haller - Albrecht von Haller (1708-1777)
- Haller f. - Albrecht von Haller (1758-1823)
- Hallier f. - Johannes Gottfried Hallier (1868-1932)
- Halling - Roy Edward Halling (1950)
- Ham. - William Hamilton (1783-1856)
- Hance - Henry Fletcher Hance (1827-1886)
- Handlirsch - Anton Handlirsch (1865-1935)
- Hanelt - Peter Hanelt (1930-2019)
- H.A.Pedersen - Henrik Aerenlund Pedersen
- Har. - Paul Auguste Hariot (1854-1917)
- Hardouin – L. Hardouin (1800-1858)
- Harmaja - Harri Harmaja (1944)
- Harms - Hermann August Theodor Harms (1870-1942)
- Harris - William H. Harris (1860-1920)
- Hartman - Carl Johann Hartman (1790-1849)
- Hartmann - Franz Xaver von Hartmann (1737-1791)
- Hartog - Cornelis den Hartog (1931)
- Hartw. - Karl Theodor Hartweg (1812-1871)
- Harv. - William Henry Harvey (1811-1866)
- Hasselq. - Fredric Hasselquist (1722-1752)
- Hasselt - Johan Coenraad van Hasselt (1797–1823)
- Hassk. - Justus Carl Hasskarl (1811-1894)
- Hattink - T.A. Hattink
- Hauk - Warren D. Hauk
- Hauck - Ferdinand Hauck (1845-1889)
- Hauser - Margit Luise Hauser
- Hauskn. - Anton Hausknecht
- Hausskn.v - Heinrich Care Haussknecht (1838-1903)
- Haveman - Rense Haveman
- Haw. - Adrian Hardy Haworth (1767-1843)
- Hawkes - John Gregory Hawkes (1915-2007)
- Hawkins - Julie Ann Hawkins (1967)
- Hay - William Perry Hay (1872-1947)
- Hayata - Bunzô Hayata (1874-1934)
- Hayden - Ferdinand Vanderveer Hayden (1829-1887)
- Hayek - August von Hayek (1871-1928)
- Hayne - Friedrich Gottlob Hayne (1763-1832)
- Hazsl. - Friedrich August Hazslinszky von Hazslin (1818-1896)
- H.Baumann - Helmut Baumann (1937)
- H.B.Guppy - Henry Brougham Guppy (1854-1926)
- H.Bock - Jérôme Bock (1498-1554)
- H.Bruggen - Harry van Bruggen (1927-2010)
- H.C.Bold - Harold Charles Bold (1909-1987)
- H.C.Hall - Herman Christiaan van Hall (1801-1874)
- H.C.Watson - Hewett Cottrell Watson (1804-1881)
- H.Dekker - Hans Dekker
- Heads - Michael J. Heads (1957)
- Heckel - Édouard Marie Heckel (1843-1916)
- Hedberg - Karl Olov Hedberg (1923-2007)
- Hedjar. - Ghorban-Ali Hedjaroude
- Hedl. - Johan Teodor Hedlund (1861-1953)
- Hedrén - Mikael Hedrén
- Hedw. - Johannes Hedwig (1730-1799)
- Heenan - Peter B. Heenan
- Heer - Oswald Heer (1809-1883)
- Hegelm. - Christoph Friedrich Hegelmaier (1833-1906)
- Hegetschw. - Johannes Jacob Hegetschweiler (1789-1839)
- Hegi - Gustav Hegi (1876-1932)
- Heim - Georg Christoph Heim (1743-1807)
- Heinem. - Paul Heinemann (1916-1996)
- Heinr. - Emil Johann Lambert Heinricher (1856-1934)
- Heinr.Braun - Heinrich Braun (1851-1920)
- Hellm. - Carl Eduard Hellmayr (1877-1944)
- H.E.Moore - Harold Emery Moore (1917-1980)
- Hemprich - Friedrich Wilhelm Hemprich (1796-1825)
- Hemsl. - William Botting Hemsley (1843-1924)
- Henker - Heinz Siegfried Henker (1930- )
- Henn. - Paul Christoph Hennings (1841-1908)
- Henneg. - Louis-Félix Henneguy (1850-1928)
- Hengstm. - Jan Hengstmengel (1952)
- Hennipman - Elbert Hennipman (1937-2014)
- Henrard - Johannes Theodoor Henrard (1881-1974)
- Hensl. - John Stevens Henslow (1796-1861)
- Henssen - Aino Marjatta Henssen (1925-2011)
- Hepper - Frank Nigel Hepper (1929-2013)
- Herb. - William Herbert (1778-1847)
- Herb.H.Sm. - Herbert Huntington Smith (1852-1919)
- Herborg - Joachim Herborg (...)
- Herink - Josef Herink (1915-1999)
- Herk - C.M. ('Kok') van Herk
- Herm. - Paul Hermann (1646-1695)
- Hermans - Johan Hermans
- Herre - Albert William Christian Theodore Herre (1868-1962)
- Herr.-Schaeff. - Gottlieb August Wilhelm Herrich-Schäffer (1799-1874)
- Herrm. - Johann Herrmann (1738–1800)
- Hertel - Hannes Hertel (1939)
- Herv. - Alpheus Baker Hervey (1839-1931)
- Hesler - Lexemuel Ray Hesler (1888-1977)
- Hesl.-Harr.f. - John Heslop-Harrison (1920-1998)
- Hesl.-Harr. - John William Heslop-Harrison (1881-1967)
- Hett. - Wilbert Hetterscheid (1957)
- Heukels - Hendrik Heukels (1854-1936)
- Heybroek - Hans Heybroek (1927-2022)
- Heynh. - Gustav Heynhold (1800-1860)
- Heywood - Vernon Heywood (1927)
- H.F.Copel. - Herbert Faulkner Copeland (1902-1968)
- H.Hall - Herman van Hall (1830-1890)
- H.Hartmann - Hans Hartmann
- H.Hesl.-Harr. - Hellen Heslop-Harrison (-1984)
- H.H.Thomas - Hugh Hamshaw Thomas (1885-1962)
- Hiern - William Philip Hiern (1839-1925)
- Hill - John Hill (1716-1775)
- Hillebr. - Wilhelm Hillebrand (1821-1886)
- Hillh. - William Hillhouse (1850-1910)
- Hilliard - Olive Mary Hilliard (1926)
- Hilu - Khidir W. Hilu
- Hirn - Karl Engelbrecht Hirn (1872-1907)
- Hitchc. - Albert Spear Hitchcock (1865-1935)
- H.Jahn - Hermann Jahn (1911-1987)
- H.J.Coste - Hippolyte Coste (1858-1924)
- H.J.Lam - Herman Johannes Lam (1892-1977)
- Hjortstam - Kurt Egon Hjortstam (1933-2009)
- H.J.Thomps. - Henry Joseph Thompson (1921)
- H.Karst. - Gustav Hermann Karsten (1817-1908)
- H.K.Walter - Heinrich Karl Walter (1898-1989)
- H.Lehmann - H. Lehmann
- H.Lindb. - Harald Lindberg (1871-1963)
- H.L.Wendl. - Heinrich Ludolph Wendland (1792-1869)
- H.Maas - Hillegonda Maas (1941)
- H.Moseley - Henry Nottidge Moseley (1844-1890)
- H.Müll. - Heinrich Ludwig Hermann Müller (1829-1883)
- H.N.Andrews - Henry Nathaniel Andrews (1910-2002)
- Hochst. - Christian Ferdinand Friedrich Hochstetter (1787-1860)
- Hoff - Michel Hoff (1951)
- Hoffm. - Georg Franz Hoffmann (1760-1826)
- Hoffmanns. - Johann Centurius von Hoffmannsegg (1766-1849)
- Hofmeist. - Wilhelm Friedrich Benedict Hofmeister (1824-1877)
- Hofstra - J. Hofstra
- H.O.Forbes - Henry Ogg Forbes (1851-1932)
- Höhn. - Franz Xaver Rudolf von Höhnel (1852-1920)
- Hök - C.T. Hök
- Holkema - Franciscus Holkema (1840-1870)
- Hollick - Arthur Hollick (1857-1933)
- Hollingsw. - Pete Hollingsworth
- Hollós - Ladislaus (Lászlo) Hollós (1859-1940)
- Hollowell - Victoria Hollowell (1954)
- Holmb. - Otto Rudolf Holmberg (1874-1930)
- Holm-Niels. - Lauritz B. Holm-Nielsen (1946)
- Holmsk. - Theodor Holmskjold (1732-1794)
- Holttum - Richard Eric Holttum (1895-1990)
- Holub - Josef Holub (1930-1999)
- Hombr. - Jacques Bernard Hombron (1800-1852)
- Hongo - Tsuguo Hongo (1923-2007)
- Hoogland - Ruurd Dirk Hoogland (1922-1994)
- Hook. - William Jackson Hooker (1785-1865)
- Hook.f. - Joseph Dalton Hooker (1817-1911)
- Hoola van Nooten - Bertha Hoola van Nooten (1817-1892)
- Hoot - Sara B. Hoot
- Hoppe - David Heinrich Hoppe (1760-1846)
- Hopper - Stephen Hopper (1951)
- Hopple - John S. Hopple
- Hora - Frederich Bayard Hora (1908-1984)
- Horan. - Paul Fedorowitsch Horaninow (1796-1865)
- Horkel - Johann Horkel (1769-1846)
- Hornem. - Jens Wilken Hornemann (1770-1841)
- Horsf. - Thomas Horsfield (1773-1859)
- Hosag. - Virupakshagouda Bhimanagouda Hosagoudar (1953-2018)
- Hose - J.A.C. Hose
- Hosen - (Md) Iqbal Hosen
- Host - Nicolaus Thomas Host (1761-1834)
- House - Homer Doliver House (1878-1949)
- Houtt. - Maarten Houttuyn (1720-1798)
- Hovenkamp - Peter Hans Hovenkamp (1953)
- Howard - John Eliot Howard (1807-1883)
- H.Passarge - H. Passarge, nota bene: in de vegetatiekunde ook Pass.
- H.Perrier - Joseph Marie Henry Alfred Perrier de la Bâthie (1873-1958)
- H.R.Fletcher - Harold Roy Fletcher (1907-1978)
- H.R.Reinhard - Hans R. Reinhard (1919-2007)
- H.Rob. - Harold Robinson (1932)
- H.Shaw - Henry Shaw (1800-1889)
- H.Sibth. - Humphrey Waldo Sibthorp (1713-1797)
- H.St.John - Harold St. John (1892–1991)
- Hu - Hsen Hsu Hu (1894-1968)
- Huber - Jakob Huber (1867-1914)
- Huds. - William Hudson (1730-1793)
- Hueck - Kurt Hueck (1897-1965)
- Hügel - Carl Alexander Anselm von Hügel (1794-1870)
- Hugueney - R. Hugueney
- Huijsman - H.S.C. Huijsman (1900-1986)
- Humb. - Alexander von Humboldt (1769-1859)
- Humbert - Jean-Henri Humbert (1887-1967)
- Humblot - Léon Humblot (1852-1914)
- Hume - Allan Octavian Hume (1829-1912)
- Humphries - Chris Humphries (1947-2009)
- Hunz. - Armando Theodoro Hunziker (1919-2001)
- Husn. - Pierre Tranquille Husnot (1840-1929)
- Hutch. - John Hutchinson (1884-1972)
- Hutton - William Hutton (1797-1860)
- Huxley - Anthony Julian Huxley (1920-1992)
- H.V.Sm. - Helen Vandervort Smith (1909-1995)
- H.Wendl. - Hermann Wendland (1825-1903)
- Hyl. - Nils Hylander (1904-1970)

## I
- I.Deg. - Isa Degener (1924)
- I.Hedberg - Inga Hedberg (1927)
- Iltis - Hugh Hellmut Iltis (1925-2016)
- J.D.Mitch. - John D. Mitchell
- J.Lundb. - Johannes Lundberg
- Imbach - Emil J. Imbach (1897-1970)
- I.M.Johnst. - Ivan Murray Johnston (1898-1960)
- Imshaug - Henry Andrew Imshaug (1925-2010)
- Ingold - Cecil Terence Ingold (1905-2010)
- Irmsch. - Edgar Irmscher (1887-1968)
- Isnard - Antoine-Tristan Danty d'Isnard (1663-1743)
- Issler - Émile (Emil) Issler (1872-1952)   [ voorheen ook: Issl. ]

## J
- Jack - William Jack (1795-1822)
- Jacks. - George Jackson (1790-1811)
- Jacobi - Georg Albano von Jacobi (1805-1874)
- Jacobs - Marius Jacobs (1929-1983)
- Jacq. - Nikolaus Joseph von Jacquin (1727-1817)
- J.A.Duke - James A. Duke (1929)
- Jaffré - Tanguy Jaffré (1942 )
- J.Agardh - Jakob Georg Agardh (1813-1901)
- Jahns - Hans Martin Jahns (1941-2017)
- James - Thomas Potts James (1803-1882)
- Jan - Giorgio Jan (1791-1866)
- Janch. - Erwin Emil Alfred Janchen (1882-1970)
- Jansen - Piet Jansen (1882-1955)
- Jans.-Jac. - Marion Josephine Jansen-Jacobs (1944)
- J.A.Schmidt - Johann Anton Schmidt (1823-1905)
- Játiva - Carlos D. Játiva
- Jaub. - Hippolyte François Jaubert (1798-1874)
- J.Bauhin - Jean Bauhin (1541-1613)
- J.B.Fisch. - Johann Baptist Fischer (1804-1832)
- J.B.Phipps - James Bird Phipps (1934)
- J.Buchholz - John Theodore Buchholz (1888-1951)
- J.C.Buxb. - Johann Christian Buxbaum (1693-1730)
- J.C.David - John Charles David (1964)
- J.C.Fisch. - Johann Carl Fischer (1804-1885)
- J.C.Hickman - James Craig Hickman (1941-1993)
- J.Clayton - John Clayton (1686-1773)
- J.C.Manning - John C. Manning
- J.C.Mikan - Johann Christian Mikan (1769-1844)
- J.Commelijn - Jan Commelin (1629-1692)
- J.Compton - James A. Compton
- J.C.Pires - Joseph Christopher Pires (1967)
- J.C.Schmidt - Johann Carl (Karl) Schmidt (1793-1850)
- J.C.Sowerby - James DeCarle Sowerby (1787-1871)
- J.C.Wendl. - Johann Christoph Wendland (1755-1828)
- J.D.Mitch. - John D. Mitchell
- J.Door. - Jan Doorenbos (1921)
- J.Dransf. - John Dransfield (1945)
- J.Dyb. - Jean Dybowski (1855-1928)
- Jean Keller - Jean Keller (1941)
- J.E.Gray - John Edward Gray (1800-1875)
- J.E.Lange - Jakob Emanuel Lange (1864-1941)
- J.Ellis - John Ellis (1710-1776)
- Jeps. - Willis Linn Jepson (1867-1946)
- J.E.Richardson - J.E. Richardson
- J.Erikss. - John Eriksson (1921-1995)
- Jermy - Anthony Clive Jermy (1932-2014)
- J.E.Wright - Jorge Eduardo Wright (1922-2005)
- J.Fabr. - Johan Christian Fabricius (1745-1808)
- J.F.Gmel. - Johann Friedrich Gmelin (1748-1804)
- J.-F.Leroy - Jean-François Leroy (1915-1999)
- J.F.Macbr. - James Francis Macbride (1892-1976)
- J.F.Mill. - John Frederick Miller (1715-1794)
- J.Forbes - James Forbes (1773-1861)
- J.F.Sm. - James F. Smith
- J.Gay - Jacques Étienne Gay (1786-1864)
- J.G.Br. - James Greenlief Brown (1880-1957)
- J.Gerard - John Gerard (1545-1612)
- J.G.Gmel. - Johann Georg Gmelin (1709-1755)
- J.G.Jack - John George Jack (1861-1949)
- J.G.M.Pers. - Hans Persoon (Johannes Gerardius Maris Persoon) (1956)
- J.Hedrick - Joyce Hedrick (1897)
- J.Heimans - Jacob Heimans (1889-1978)
- J.Hogg - John Hogg (1800-1869)
- J.Houz. - Jean Houzeau de Lehaie (1867-1959)
- J.H.Schult.bis - Julius Hermann Schultes (1820-1887)
- J.H.Thomas - John Hunter Thomas (1928-1999)
- J.I.Davis - Jerrold I. Davis (1952)
- J.J.de Wilde - Jan Jacobus Friedrich Egmond de Wilde (1932)
- J.J.Doyle - Jeffrey J. Doyle (1953)
- J.J.Kickx - Jean Jacques Kickx (1842-1887)
- J.J.Lister - Joseph Jackson Lister (1857 - 1927)
- J.J.Scheuchzer - Johann Jacob Scheuchzer (1672-1733)
- J.J.Sm. - Johannes Jacobus Smith (1867-1947)
- J.Juss. - Joseph de Jussieu (1704-1779)
- J.J.Verm. - Jaap J. Vermeulen (1955)
- J.Kern - Johannes Hendrikus Kern (1903-1974)
- J.Kickx - Jean Kickx (1775-1831)
- J.Kickx f. - Jean Kickx (1803-1864)
- J.Kirk - John Kirk (1832-1922)
- J.Koenig - Johann Gerhard König (1728-1785)
- J.Kost. - Joséphine Thérèse Koster (1902-1986)
- J.K.Towns. - John Kirk Townsend (1809-1851)
- J.L.Crane - J. Leland Crane (1935)
- J.Lee - James Lee (1715-1795)
- J.Lestib. - Jean-Baptiste Lestiboudois (1715-1804)
- J.Lindgr. - Janet E. Lindgren
- J.L.Mata - Juan Luis Mata
- J.Lundb. - Johannes Lundberg
- J.M.Allen - J.M. Allen
- J.Martyn - John Martyn (1699-1768)
- J.M.C.Rich. - Jean-Michel-Claude Richard (1784-1868)
- J.M.MacDougal - John MacDougal (1954)
- J.M.Macoun - James Melville Macoun (1862-1920)
- J.M.Porter - James Mark Porter (1956)
- J.M.Reitsma - J.M. Reitsma
- J.Muir - John Muir (1838-1914)
- J.M.Yen - Jo Min Yen (1908)
- Jolycl. - Nicolas Marie Thérèse Jolyclerc (1746-1817)
- Jones - William Jones (1746-1794)
- Jongm. - Willem Josephus Jongmans (1878-1957)
- Jonkman - Hendrikus Franciscus Jonkman (1844-1920)
- Jonsell - Bengt Edvard Jonsell (1936)
- Jord. - Claude Thomas Alexis Jordan (1814-1897)
- J.O.Rudbeck - Johan Olof Rudbeck (1711-1790)
- J.P.Bergeret - Jean-Pierre Bergeret (1752-1813)
- J.Presl - Jan Svatopluk Presl (1791-1849)
- J.R.Deschamps - J.R. Deschamps
- J.Rev. - Julien Reverchon (1837-1905)
- J.R.Forst. - Johann Reinhold Forster (1729-1798)
- J.R.Harlan - Jack Harlan (1917-998)
- J.Robin - Jean Robin (1550-1629)
- J.Schröt. - Joseph Schröter (1837-1894)
- J.Sm. - John Smith (1798-1888)
- J.Small - James Small (1889-1955)
- J.S.Mill. - James Spencer Miller (1953)
- J.S.Muell. - Johann Sebastian Müller (1715 - 1792)
- J.Song - Jie Song
- J.Steiner - Julius Steiner (1844-1918)
- J.Stewart - Joyce Stewart (1936)
- J.T.Daniel - J.T. Daniel
- J.T.Palmer - James Terence Palmer (1923)
- Judd - Walter Judd (1951)
- Jülich - Walter Jülich (1942)
- Jul.Schäff. - Julius Schäffer (1882-1944)
- Jum. - Henri Lucien Jumelle (1886-1935)
- Jung - Joachim Jung (1587-1657)
- Jungh. - Franz Junghuhn (1809-1864)
- Juss. - Antoine Laurent de Jussieu (1748-1836)
- J.V.Lamour. - Jean Vincent Félix Lamouroux (1779-1825)
- J.V.Suringar - Jan Valckenier Suringar (1864-1932)
- J.W.Ingram - John William Ingram (1924)
- J.Woods - Joseph Woods (1776-1864)

## K
- Kaempf. - Engelbert Kaempfer (1651-1716)
- Kalchbr. - Károly (Karl) Kalchbrenner (1807-1886)
- Källersjö - Mari Källersjö (1954)
- Kallunki - Jacquelyn Ann Kallunki (1948)
- Kalkman - Kees Kalkman (1928-1998)
- Kalm - Pehr Kalm (1716-1779)
- Kamel - Georg Joseph Kamel (1661-1706)
- Kanis - Andrias Kanis (1934-1986)
- Kårehed - Jesper Kårehed
- Kärnefelt - Ingvar Kärnefelt (1944)
- Kartesz - John T. Kartesz
- K.A.Thomas - K. Agretious Thomas
- Katz - Barry Katz
- Kaulf. - Georg Friedrich Kaulfuss (1786-1830)
- L.P.Kvist - Lars Peter Kvist (1955)
- K.Bremer - Kåre Bremer (1948)
- K.D.Hill - Kenneth D. Hill (1948)
- K.D.Hyde - Kevin D. Hyde (1955)
- K.D.Koenig - Karl Dietrich Eberhard König (1774-1851)
- Kelaart - Edward Frederick Kelaart (1818-1860)
- Kellerm. - William Ashbrook Kellerman (1850-1908)
- Kenfack - David Kenfack (1963)
- Keng - Yi Li Keng (1898-1975)
- Keng f. - Pai Chieh Keng (1917)
- Kenrick - Paul Kenrick
- Ker Gawl. - John Bellenden Ker Gawler (1764-1842)
- Kerguélen - Michel Francois-Jacques Kerguélen (1928-1999)
- K.E.Roe - Keith Edward Roe (1937)
- Kessler - Paul Keßler (1958)
- K.E.Steiner - Kim E. Steiner (1953)
- Keyserl. - Alexander Keyserling (1815-1891)
- K.F.Schimp. - Karl Friedrich Schimper (1803-1867)
- Khalid - A.N. Khalid
- K.H.Larss. - Karl-Henrik Larsson (1948)
- K.Hoffm. - Käthe Hoffmann (1883-1931)
- Kiely - Temple B. Kiely
- Kiggel. - Franz Kiggelaer (1648-1722)
- K.I.Goebel - Karl Immanuel Eberhard Goebel (1855-1932)
- Killip - Ellsworth Paine Killip (1890-1968)
- King - George King (1840-1909)
- Kippist - Richard Kippist (1812-1882)
- Kirk - Thomas Kirk (1828-1898)
- Kirp. - Moisey Elevich Kirpicznikov (1913-1995)
- Kit. - Pál Kitaibel (1757-1817)
- Kits van Wav. - E. Kits van Waveren (1906-1995)
- Kittlitz - Friedrich Heinrich von Kittlitz (1799-1871)
- K.Koch - Karl Koch (1809-1879)
- Klak - Cornelia Klak (1968)
- Klatt - Friedrich Wilhelm Klatt (1825-1897)
- K.L.Chambers - Kenton Lee Chambers (1929)
- Kleb. - Heinrich Klebahn (1859-1942)
- Klein - Jakob Theodor Klein (1685-1759)
- Kleinhoonte - Anthonia Kleinhoonte (1887-1960)
- Klika - Jaromír Klika (1888-1957)
- Klofac - Wolfgang Klofac
- Kloos - Abraham Willem Kloos (1880-1952)
- Klotzsch - Johann Friedrich Klotzsch (1805-1860)
- Kluyver - Albert Kluyver (1888-1956)
- K.M.Cameron - Kenneth M. Cameron (1967)
- Kniep - Karl Johannes Hans Kniep (1881-1930)
- Knowles - George Beauchamp Knowles
- Knudsen - Henning Knudsen (1948)
- Knuth - Paul Erich Otto Wilhelm Knuth (1854-1899)
- Kobayasi - Yosio Kobayasi (1907-1993)
- Kobendza - Roman Kobendza (1886)
- Koch - Johann Friedrich Wilhelm Koch (1759-1831)
- Koeler - Georg Ludwig Koeler (1765-1807)
- Kohlm. - Jan Justus Kohlmeyer (1928)
- Koidz. - Geniti Koidzumi (1883-1953)
- Kölr. - Joseph Gottlieb Kölreuter (1733-1806)
- Konrad - Paul Konrad (1877-1948)
- Kops - Jan Kops (1765-1849)
- Koop. - Harold Koopowitz (1940)
- Korf - Richard Paul Korf (1925-2016)
- Korneck - Dieter Korneck (1935-2017)
- Korsh. - Sergei Ivanovitsch Korshinsky (1861-1900)
- Körte - Heinrich Friedrich Franz Körte (1782-1845)
- Korth. - Pieter Willem Korthals (1807-1892)
- Kosterm. - André Joseph Guillaume Henri Kostermans (1907-1994)
- Kotl. - František Kotlaba (1927)
- Kotschy - Karl Georg Theodor Kotschy (1813-1866)
- Kowal - Tadeusz Kowal (1924-1979)
- Kral - Robert Kral (1926)
- Kraenzl. - Friedrich Wilhelm Ludwig Kraenzlin (1847-1934)
- K.Rasbach - Kurt Rasbach (1923-)
- Krausch - Heinz-Dieter Krausch (1928-2020)
- Kräusel - Richard Oswald Karl Kräusel (1890-1966
- Kress - Alarich Kress (1932)
- Kreisel - Hanns Kreisel (1931)
- Kreutz - Carolus Adrianus Johannes Kreutz (1954-)
- Kreuz. - Kurt G. Kreuzinger (1905-1989)
- K.Richt. - Karl Richter (1855-1891)
- Krock. - Anton Johann Krocker (1744-1823)
- Krombh. - Julius Vincenz von Krombholz (1782-1843)
- Kron - Kathleen Anne Kron (1956)
- Krosnick - Shawn Elizabeth Krosnick
- Krukoff - Boris Alexander Krukoff (1898-1983)
- Krysht. - African Nikolaevich Kryshtofowicz (1885-1953)
- K.Schum. - Karl Moritz Schumann (1851-1904)
- K.S.Thind - Kartar Singh Thind (1917-1991)
- Kubitzki - Klaus Kubitzki (1933)
- Kühner - Robert Kühner (1903-1996)
- Kümpel - Horst Kümpel (1935-1998)
- Kunkel - Louis Otto Kunkel (1884-1960)
- Künkele - Siegfried Künkele (1931)
- Kunth - Karl Sigismund Kunth (1788-1850)
- Kuntze - Otto Kuntze (1843-1907)
- Kunze - Gustav Kunze (1793-1851)
- Kurib. - Kazue Kuribayashi ( -1954)
- Kurz - Wilhelm Sulpiz Kurz (1834-1878)
- Kurzweil - Hubert Kurzweil
- Kütz. - Friedrich Traugott Kützing (1807-1893)
- Kuyper - Thomas Wilhelmus Kuyper
- K.Wurdack - Kenneth Wurdack

## L
- L. - Carl Linnaeus (1707-1778), nota bene: in de zoölogie is de aanduiding Linnaeus
- Labill. - Jacques-Julien Houtou de La Billardière (1755-1834)
- Lack - Hans Walter Lack (1949)
- la Croix - Isobyl la Croix (1933)
- Laest. - Lars Levi Læstadius (1800-1861)
- Lag. - Mariano Lagasca y Segura (1776-1839)
- Laharpe - Jean Jacques Charles de Laharpe (1802-1877)
- L.A.Johnson - Leigh Alma Johnson (1966)
- Langl. - Auguste Barthélemy Langlois (1832-1900)
- Lam. - Jean-Baptiste de Lamarck (1744-1829)
- Lamb. - Aylmer Bourke Lambert (1761-1842)
- Lambertye - Léonce de Lambertye (1810-1877)
- Lambotte - Jean Baptiste Émil (Ernest) Lambotte (1832-1905)
- Landolt - Elias Landolt 1926-2013
- Landwehr - Koos Landwehr (1911-1996)
- Lange - Johan Martin Christian Lange (1818 - 1898)
- Langenh. - Jean Harmon Langenheim (1925)
- Langst. - Friedrich Ludwig Langstedt (1750-1804)
- Lanj. - Joseph Lanjouw (1902-1984)
- Lanq. - Paule Lanquetin
- Lapeyr. - Philippe Picot de Lapeyrouse (1744-1818)
- Larreat. - Joseph Dionisio Larreategui
- Lasch - Wilhelm Gottlob Lasch  (1787-1863)
- Lassen - Per Lassen (1942)
- L.A.S.Johnson - Lawrence Alexander Sidney Johnson (1925-1997)
- Lauterb. - Carl Adolf Georg Lauterbach (1864 - 1937)
- Lavarack - Peter S. Lavarack
- Lawesson - Jonas Erik Lawesson (1959-2003)
- Lázaro Ibiza - Blas Lázaro é Ibiza (1858-1921)
- L.B.Sm. - Lyman Bradford Smith (1904-1997)
- L.C.Barnett - Lisa Ceryle Barnett (1959)
- L.C.Beck - Lewis Caleb Beck (1798-1853)
- L.D.Dai - Li Dan Dai
- L.E.Anderson - Lewis Edward Anderson (1912-2007)
- Leav. - Robert Greenleaf Leavitt (1865-1942)
- Lebert - Hermann Lebert (1813-1878)
- Lebre - A. Lebre
- Lecomte - Paul Lecomte (1856-1934)
- LeConte - John Eatton LeConte (1784-1860)
- Lecoq - Henri Lecoq (1802-1871)
- Ledeb. - Carl Friedrich von Ledebour (1785-1851)
- Ledingham - George Aleck Ledingham (1903)
- Leenh. - Pieter Willem Leenhouts (1926-2004)
- Leers - Johann Georg Daniel Leers (1727-1774)
- Lees - Edwin Lees (1800-1887)
- Le Gall - Nicholas Joseph Marie Le Gall de Kerlinou (1787-1860)
- L.E.Gilbert - Lawrence E. Gilbert
- L.E.Graham - Linda Edwards Graham (1946)
- Lehm. - Johann Georg Christian Lehmann (1792-1860)
- Leins - Peter Leins (1937)
- Lej. - Alexandre Louis Simon Lejeune (1779-1858)
- LeJol. - Auguste François Le Jolis (1823-1904)
- Lem. - Charles Antoine Lemaire (1801-1871)
- LeMaout - Jean Emmanuel Maurice Le Maout (1799-1877)
- Lemée - Albert Marie Victor Lemée (1872-1961)
- LeMonn. - Louis-Guillaume Le Monnier (1717-1799)
- Lenz - Harald Othmar Lenz (1798-1870)
- Leonard - Emery Clarence Leonard (1892-1968)
- Lepech. - Ivan Lepechin (1737-1802)
- Les - Donald H. Les (1954)
- Lesch. - Jean Baptiste Leschenault de la Tour (1773-1826)
- Leske - Nathanael Gottfried Leske (1751-1786)
- L.E.Skog - Laurence Edgar Skog (1943)
- Less. - Christian Friedrich Lessing (1809-1862)
- Lester-Garland - Lester-Garland (1860-1944)
- Letell. - Jean Baptiste Louis Letellier (1817-1898)
- Lettau - Georg Lettau (1878-1951)
- Leuck. - Karl Georg Friedrich Rudolf Leuckart (1823-1898)
- Lév. - Joseph-Henri Léveillé (1796-1870)
- Levier - Emile (Emilio) Levier (1839-1911)
- Lewis - Meriwether Lewis (1774-1809)
- Lewton - Frederick Lewis Lewton (1874-1959)
- Leyb. - Friedrich Leybold
- Leyss. - Friedrich Wilhelm von Leysser (1731-1815)
- L.f. - Carl Linnaeus de Jongere (1741-1783)
- L.Fuchs - Leonhart Fuchs (1501-1566)
- L.Graves - Louis Graves (1791-1857)
- L.Gusman - Liliane Gusman
- L.H.Bailey - Liberty Hyde Bailey (1858-1954)
- L'Hér. - Charles Louis L'Héritier de Brutelle (1746-1800)
- L'Herm. - Ferdinand Joseph L'Herminier (1802-1866)
- Liais - Emmanuel Liais (1826-1900)
- Lib. - Marie-Anne Libert (1782-1865)
- Licht. - Martin Heinrich Karl von Lichtenstein (1780-1857)
- Liebl. - Franz Kaspar Lieblein (1744-1810)
- Liebm. - Frederik Michael Liebmann (1813-1856)
- Lightf. - John Lightfoot (1735-1788)
- Lindau - Gustav Lindau (1866-1923)
- Lindeman - Jan Christiaan Lindeman (1921-2007)
- Linden - Jean Jules Linden (1817-1898)
- Lindl. - John Lindley (1799-1865)
- Link - Johann Heinrich Friedrich Link (1767-1851)
- Lint - Harold LeRoy Lint (1917)
- 'Linsbauer - Karl Linsbauer (1872-1934)
- Litt - Amy Litt
- Little Flower - (Sister) Little Flower
- Littler - Mark Masterson Littler (1939)
- L.J.Gillespie - Lynn J. Gillespie
- L.K.Escobar - Linda K. Escobar (1940 - 1993)
- L.Lortet - Louis Charles Lortet (1836-1909)
- Lloyd - Curtis Gate Lloyd (1859-1926)
- L.Marsili - Luigi Marsili (1656-1730)
- L.M.Dufour - Léon Marie Dufour (1862-1942)
- L.M.Kelly - Lawrence Michael Kelly (1966)
- L.M.Kohn - Linda M. Kohn (1950)
- L.M.Perry - Lily May Perry (1895-1992)
- Lobel - Mathias de Lobel (1538-1616)
- Lock - John Michael Lock (1942)
- Locq. - Marcel V. Locquin (1922-2009)
- Lodd. - Conrad Loddiges (1738-1826)
- Loefl. - Pehr Löfling (1729-1756)
- Loefgr. - Albert Löfgren (1854-1918)
- Loer. - W.M. Loerakker (1949)
- Loisel. - Jean Loiseleur-Deslongchamps (1774-1849)
- Loizides - Michael Loizides
- Lombard - Frances Faust Lombard (1915)
- Long - William Henry Long (1867-1947)
- Lönnrot - Elias Lönnrot (1802-1884)
- Loret - Henri Loret (1811-1888)
- Lorence - David H. Lorence (1946)
- Lorenzi - Harri Lorenzi (1949)
- Lotsy - Johannes Paulus Lotsy (1867-1931)
- Loudon - John Claudius Loudon (1783-1843)
- Lour. - João de Loureiro (1717-1791)
- Lourteig - Alicia Lourteig (1913-2003)
- Lovett - J.C. Lovett
- Lovis - John Donald Lovis (1930)
- Lowe - Richard Thomas Lowe (1802-1874)
- Lowry - Porter Lowry (1956)
- Lozano - Gustavo Lozano-Contreras (1938-2000)
- L.Thienem. - Ludwig Thienemann (1793-1858)
- Lüderitz - M. Lüderitz
- Luer - Carlyle August Luer (1922)
- Lundell - Cyrus Longworth Lundell (1907-1994)
- L.Uribe - Antonio Lorenzo Uribe Uribe (1900-1980)
- Lütjeh. - Wilhelm Jan Lütjeharms (1907-1983)
- Lutken - Christian Frederik Lütken (1827-1901)
- Lutzoni - François M. Lutzoni
- L.Vaill. - Léon Vaillant (1834-1914)
- Lynch - Richard Irwin Lynch (1850-1924)
- Lyngb. - Hans Christian Lyngbye (1782-1837)
- Lyon - Harold Lloyd Lyon (1879-1957)

## M
- Maas - Paul Maas (1939)
- Maas Geest. - Rudolph Arnold Maas Geesteranus (1911-2003)
- Mabb. - David Mabberley (1948)
- MacDougal - Daniel Trembly MacDougal (1865-1958)
- Macfad. - James Macfadyen (1798-1850)
- MacKee - Hugh Shaw MacKee (1912-1995)
- MacLeod - Julius MacLeod (1857-1919)
- Macklot - Heinrich Christian Macklot (1799-1832)
- M.A.Clem. - Mark Alwin Clements (1949-)
- Macoun - John Macoun (1831-1920)
- MacOwan - Peter MacOwan (1830-1909)
- M.A.Curtis - Moses Ashley Curtis (1808-1872)
- Maek. - Tokujirō (Tokijiro) Maekawa (1886)
- Maesen - Jos van der Maesen (1944)
- Magnol - Pierre Magnol (1638-1715)
- Magnus - Paul Wilhelm Magnus (1844-1914)
- Maguire - Bassett Maguire (1904-1991)
- Mahler - William F. Mahler (1930)
- Maiden - Joseph Henry Maiden (1859-1925)
- Mains - Edwin Butterworth Mains (1890-1968)
- Maire - René Charles Joseph Maire (1878-1949)
- Makino - Tomitarô Makino (1862-1957)
- Makinson - Robert Owen Makinson (1956)
- Malherbe - Alfred Malherbe (1804-1866)
- Malinv. - Louis Jules Ernest Malinvaud (1836-1913)
- Mallet - James Mallet (1955)
- Manim. - Patinjareveettil Manimohan
- Mansf. - Rudolf Mansfeld (1901-1960)
- Manton - Irene Manton (1904-1988)
- Maranta - Bartolomeo Maranta (v. 1500-1571)
- Marg. - Hanna Bogna Margońska
- Margulis - Lynn Margulis (1938)
- Markgr. - Friedrich Markgraf (1897-1987)
- Marshall - Humphry Marshall (1722-1801)
- Marsili - Giovanni M. Marsili (1727-1794)
- Mart. - Carl Friedrich Philipp von Martius (1794-1868)
- Martinov - Ivan Ivanovič Martinov (1771-1833)
- Marum - Martinus van Marum (1750-1837)
- Massart - Jean Massart (1865-1925)
- Massee - George Edward Massee (1850-1917)
- Masson - Francis Masson (1741-1805)
- Mast. - Maxwell Tylden Masters (1833-1907)
- Matheny - Patrick Brandon Matheny (1969)
- Maton - William George Maton (1774-1835)
- Matsum. - Jinzō Matsumura (1856-1928)
- Matt. - Heinrich Gottfried von Mattuschka (1734-1779)
- Matuda - Eizi Matuda (1894-1978)
- Matusz. - Grzegorz F. Matuszewski
- Maubl. - André Maublanc (1880-1958)
- Maupas - Émile Maupas (1842-1916)
- Mauri - Ernesto Mauri (1791-1836)
- Maxim. - Carl Maximowicz (1827-1891)
- Maxon - William Ralph Maxon (1877-1948)
- Mayr - Heinrich Mayr (1854-1911)
- Mazé - Hippolyte Pierre Mazé (1818-1892)
- M.Becerra - M. Becerra
- M.Bieb. - Friedrich August Marschall von Bieberstein (1768-1826)
- M.B.MacDon. - Mary B. MacDonald
- M.Carbone - Matteo Carbone
- McClatchey - Will C. McClatchey
- McClure - Floyd Alonzo McClure (1897-1970)
- McDade - Lucinda McDade (1953)
- McPherson - Gordon D. McPherson (1947)
- M.C.Roos - Marco C. Roos (1955)
- McKinney - Harold Hall McKinney (1889-?)
- McNabb - Robert Francis Ross McNabb (1934-1972)
- McNeill - John McNeill (1933)
- McVaugh - Rogers McVaugh (1909)
- Medik. - Friedrich Kasimir Medikus (1736-1808)
- Meerb. - Nicolaas Meerburgh (1734-1814)
- Meerman - Jan Meerman (1955)
- Meerow - Alan W. Meerow (1952)
- Meeuwen - M.S. Knaap-van Meeuwen (1936)
- Meijer - Willem Meijer (botanicus) (1923-2003)
- Melki - Fréderic Melki
- Melvill - James Cosmo Melvill (1845-1929)
- Melzer - Václav Melzer (1878-1968)
- Menge - Franz Anton Menge (1808-1880)
- Mennega - Alberta Mennega (1912-2009)
- Mennema - Jacob Mennema (1930)
- Meigen - Johann Wilhelm Meigen (1764-1845)
- Meisn. - Carl Meissner (1800-1874)
- Meijden - Ruud van der Meijden (1945-2007)
- Melzer - Václav Melzer (1878-1968)
- Mendel - Gregor Mendel (1822-1884)
- Menzies - Archibald Menzies (1754-1842)
- Mérat - François Victor Mérat de Vaumartoise (1780-1851)
- Mereschk. - Konstantin Sergejewicz Merezhkovsky (1854-1921)
- Merr. - Elmer Drew Merrill (1876-1956)
- Merrem - Blasius Merrem (1761-1824)
- Mert. - Franz Karl(Carl) Mertens (1764-1831)
- Mett. - Georg Heinrich Mettenius (1823-1866)
- Metzg. - Johann Metzger (1789-1852)
- Meusel - Hermann Meusel (1909-1997)
- Meve - Ulrich Meve (1958)
- Meyen - Franz Julius Ferdinand Meyen (1804-1840)
- Mez - Carl Christian Mez (1866-1944)
- M.F.Fay - Michael Francis Fay (1960)
- M.H.G.Gust. - Mats H.G. Gustafsson
- M.Howe - Marshall Avery Howe (1867-1936)
- Michx. - André Michaux (1746-1803)
- Middend. - Alexander von Middendorf (1815-1894)
- Miers - John Miers (1789-1879)
- Migl. - Vincenzo Migliozzi
- Miki - Shigeru Miki (1901-1974)
- Mildbr. - Gottfried Wilhelm Johannes Mildbraed (1879-1954)
- Mill. - Philip Miller (1691-1771)
- Millardet - Pierre Marie Alexis Millardet (1838-1902)
- Millsp. - Charles Frederick Millspaugh (1854-1923)
- Minter - David Minter (1950)
- Miq. - Friedrich Anton Wilhelm Miquel (1811-1871)
- Mirb. - Charles-François Brisseau de Mirbel (1776-1854)
- Mitch. - John Mitchell (1711-1768)
- M.J.Larsen - Michael J. Larsen (1938-2000)
- M.J.Warnock - Michael J. Warnock (1956)
- M.J.Wynne - Michael James Wynne (1940)
- M.K.Murphy - Margaret K. Murphy
- M.Koch - Marcus Koch (1967)
- M.L.Baker - Margaret L. Baker
- M.M.Harley - Madeline Margaret Harley (1945)
- M.M. Moser - Meinhard (Michael) Moser (1924-2002)
- M.Morelet - Michel Morelet
- Moench - Conrad Moench (1744-1805)
- Moggr. - Johann Traherne Moggridge (1842-1874)
- Mohl - Hugo von Mohl (1805-1872)
- Möhring - Paul Möhring (1710-1692)
- Molina - Juan Ignacio Molina (1737-1829)
- Molk. - Julian Hendrik Molkenboer (1816-1854)
- Mols - Johan B. Mols
- Moncalvo - Jean-Marc Moncalvo
- Monod - Théodore Monod (1902-2000)
- Mont. - Jean Pierre François Camille Montagne (1784-1866)
- Moq. - Horace Bénédict Alfred Moquin-Tandon (1801-1863)
- Moran - Reid Venable Moran (1916)
- Morat - Philippe Morat (1937)
- Morawetz - Wilfried Morawetz (1951-2007)
- Moreau - Fernand Moreau (1886-1980)
- Morelet - Pierre Marie Arthur Morelet (1809-1892)
- Moretti - Giuseppe L. Moretti (1782-1853)
- Morgan - Andrew Price Morgan (1836-1907)
- Morison - Robert Morison (1620-1683)
- Moritzi - Alexandre Moritzi (1807-1850)
- Morley - Thomas Morley (1917-2002)
- Morong - Thomas Morong (1827-1894)
- Morrison - Alexander Morrison (1849-1913)
- M.P. Christ. - Mads Peter Christiansen (1889-1975)
- M.Peixoto - Mauro Peixoto (1950)
- M.Roem. - Max Joseph Roemer (1791-1849)
- M.S.Baker - Milo Samuel Baker (1868-1961)
- M.Serres - Pierre Marcel Toussaint de Serres (1783-1862)
- M.Simmonds - Monique S.J. Simmonds
- Mucina - Ladislav Mucina
- Muhl. - Gotthilf Henry Ernest Muhlenberg (1753-1815)
- Mühlenb. - Viktor Mühlenbach (1898)
- Mulford - Anna Isabel Mulford
- Müll.Stuttg. - Karl Müller (1820-1889)
- Müll.Arg. - Johannes Müller Argoviensis (1828-1896)
- Münchh. - Otto von Münchhausen (1716-1774)
- Munro - William Munro (1818-1880)
- Munting - Abraham Munting (1626-1683)
- Murray - Johan Andreas Murray (1740-1791)
- Murrill - William Alphonso Murrill (1869-1957)
- Muss.Puschk. - Apollo Mussin-Pushkin (1760-1805)
- M.W.Chase - Mark W. Chase (1951)
- M.Wilson - Malcolm Wilson (1882-1960)
- M.Zang - Mu Zang (1930-2011)

## N
- Nabhan - Gary Paul Nabhan
- N.A.Brummitt - Neil Alistair Brummitt (1973)
- Nägeli - Karl Wilhelm von Nägeli (1817-1891)
- Nakai - Takenoshin Nakai (1882-1952)
- Nannf. - John (Johan) Axel Frithiof Nannfeldt (1904-1985)
- Nash - George Valentine Nash (1864-1921)
- Nast - Charlotte Georgia Nast (1905-1991)
- Naudin - Charles Victor Naudin (1815-1899)
- C.N.Jensen - Christian Nephi Jensen (1880-?)
- N.E.Br. - Nicholas Edward Brown (1849-1934)
- Neck. - Noël Martin Joseph de Necker (1730-1793)
- Nees - Christian Gottfried Daniel Nees von Esenbeck (1776-1858)
- Nelson - David Nelson (?-1789)
- Neville - Pierre Neville (1934-2009)
- Nevski - Sergei Arsenjevič Nevskiǐ (1908-1938)
- Newb. - John Strong Newberry (1822-1892)
- Newm. - Edward Newman (1801-1876)
- Neygenf. - Friedrich Wilhelm Neygenfind
- N.F.Robertson - Noel Farnie Robertson (1923)
- N.H.Holmgren - Noel Herman Holmgren (1937)
- Nickrent - Daniel L. Nickrent (1956)
- Nicolson - Dan Henry Nicolson (1933)
- Niebuhr - Carsten Niebuhr (1733-1815)
- Niemelä - Tuomo Niemelä (1940)
- Nieuwl. - Julius Arthur Nieuwland (1878-1936)
- Nissole - Guillaume Nissole (1647-1735)
- Nitare - J. Nitare
- Nitschke - Theodor Rudolph Joseph Nitschke (1834-1883)
- Nitzsch - Christian Ludwig Nitzsch (1782-1837)
- N.Jacobsen - Niels Henning Günther Jacobsen (1941)
- N.Kilian - Norbert Kilian (1957)
- Noot. - Hans Peter Nooteboom (1934)
- Noordel. - Machiel Evert Noordeloos (1949)
- Nordh. - Rolf Nordhagen (1894-1979)
- Nordholm - Johan Nordholm
- Nordm. - Alexander von Nordmann (1803-1866)
- Novák - František Antonín Novák (1892-1964)
- N.P.Taylor - Nigel Paul Taylor (1956)
- N.Taylor - Norman Taylor (1883-1967)
- Nutt. - Thomas Nuttall (1786-1859)
- N.W.Uhl - Natalie Whitford Uhl (1919)
- Nyl. - (Wilhelm) William Nylander (1822-1899)
- Nyman - Carl Frederik Nyman (1820-1893)

## O
- Oakes - William Oakes (1799-1848)
- Oberd. - Erich Oberdorfer (1905-2002)
- O.Berg - Otto Karl Berg (1815-1866)
- Oberw. - Franz Oberwinkler (1939-2018)
- O.Deg. - Otto Degener (1899-1988)
- O.E.Erikss. - Ove Erik Eriksson
- Oerst. - Anders Sandøe Ørsted (1816-1872)
- O.E.Schulz - Otto Eugen Schulz (1874-1936)
- O.F.Müll. - Otto Friedrich Müller (1730-1784)
- O.J.Hamann - Ole Jørgen Hamann (1944)
- O.J.Rudbeck - Olaus Johannis Rudbeck (1630-1702)
- Oken - Lorenz Oken (1779-1851)
- Oldeman - Roelof Arend Albert Oldeman (1937)
- Oliv. - Daniel Oliver (1830-1916)
- Olivier - Guillaume-Antoine Olivier (1756-1814)
- Olmstead - Richard Olmstead (1951)
- Onno - Max Onno (1903)
- O.O.Rudbeck - Olaus Olai Rudbeck (1660-1740)
- Ooststr. - Simon Jan van Ooststroom (1906-1982)
- Opiz - Philipp Maximilian (1787-1858)
- Ordoñez - Maria E. Ordoñez
- Ortega - Casimiro Gómez de Ortega (1740-1818)
- Osbeck - Pehr Osbeck (1723-1805)
- O.Schwartz - Oskar Schwartz (1901-1945)
- Osvald - Hugo Osvald (1892-1970)
- Otth - Carl Adolf Otth (1803-1839)
- Otto - Christoph Friedrich Otto (1783-1856)
- Oudem. - Cornelis Antonie Jan Abraham Oudemans (1825-1906)
- Overeem - Casper van Overeem (1893-1927)
- Oxelman - Bengt Oxelman (1958)

## P
- Pabst - Guido Frederico João Pabst (1914-1980)
- Packard - Alpheus Spring Packard (1839-1905)
- P.A.Dang. - Pierre Clement Augustin Dangeard (1862-1947)
- P.A.Harding - Patricia A. Harding (1951)
- Pain - Thierry Pain
- Pall. - Peter Simon Pallas (1741-1811)
- Palla - Eduard Palla (1864-1922)
- P.Allorge - Pierre Allorge (1891-1944)
- Palmer - Edward Palmer (1831-1911)
- P.Alvarado - Pablo Alvarado
- Pančić - Josif Pančić (1814-1888)
- Panero - José Panero (1959)
- Panțu - Zacharia C. Panțu (1866-1934)
- Pantl. - Robert Pantling (1856-1910)
- Panz. - Georg Wolfgang Franz Panzer (1755-1829)
- Parbery - D.G. Parbery
- Park - Mungo Park (1771-1805)
- Parkinson - Sydney Parkinson (1745-1771)
- Parl. - Filippo Parlatore (1816-1877)
- Parm. - Antoine Auguste Parmentier (1737-1813)
- Parmasto - Erast Parmasto (1928-2012)
- Parodi - Lorenzo Raimundo Parodi (1895-1966)
- Parry - Charles Christopher Parry (1823-1890)
- Pa.Savi - Paolo Savi (1798-1871)
- Pass. - Giovanni Passerini (1816-1893)
- Passarge - Siegfried Passarge (1867-1958)
- Passchier - Herman Passchier (1919-2009)
- Passy - Antoine François Passy (1792-1873)
- Pasteur - Louis Pasteur (1822-1895)
- Pat. - Narcisse Théophile Patouillard (1854-1926)
- Paterson - William Paterson (1755-1810)
- Patrin - Eugène Louis Melchior Patrin (1742-1815)
- Paulet - Jean-Jacques Paulet (1740-1826)
- Paulus - Hannes F. Paulus (1943)
- Pauquy - Charles Louis Constant Pauquy (1800-1854)
- Pav. - José Antonio Pavón (1754-1844)
- Pavar. - Giovanni Luigi Pavarino (1867-1937)
- Pawł. - Bogumił Pawłowski (1898-1971)
- Pax - Ferdinand Albin Pax (1858-1942)
- Paxton - Joseph Paxton (1803-1865)
- P.Beauv. - Ambroise Marie François Joseph Palisot de Beauvois (1752-1820)
- P.Bertrand - Paul Bertrand (1879-1944)
- P.Browne - Patrick Browne (1720-1790)
- P.C.de Jong - P.C. de Jong (1938)
- P.C.Silva - Paul Claude Silva (1922)
- P.Delforge - Pierre Delforge (1945)
- P.D.Orton - Peter D. Orton (1916)
- P.Duncan - Peter Martin Duncan (1824-1891)
- Pearse - Arthur Sperry Pearse (1877-1956)
- Pearsall - William Harrison Pearsall (1860-1936)
- Pearsall f. - William Harold Pearsall (1891-1964)
- Peattie - Donald Culross Peattie (1898-1964)
- P.E.Berry - Paul Edward Berry (1952)
- Peck - Charles Horton Peck (1833-1917)
- Pegler - David Norman Pegler (1938)
- P.E.Keenan - Philip E. Keenan
- Pennant - Thomas Pennant (1726-1798)
- Pennell - Francis Whittier Pennell (1886-1952)
- Percival - John Percival (1863-1949)
- Perdeck - Ab C. Perdeck (1923-2009)
- Perleb - Karl Julius Perleb (1794-1845)
- Perrault - Claude Perrault (1613-1688)
- Perr.-Bertr. - Jacqueline Perreau-Bertrand
- Pers. - Christiaan Hendrik Persoon (1761-1836)
- Petagna - Vincenzo Petagna (1734-1810)
- Petch - Thomas Petch (1870-1948)
- Peters - Wilhelm Peters (1815-1883)
- Petignat - Hermann Petignat
- Petra Hoffm. - Petra Hoffmann
- P.F.Cannon - Paul Francis Cannon (1956)
- Pfeff. - Wilhelm Friedrich Philipp Pfeffer (1845-1920)
- Pfeiff. - Ludwig Karl Georg Pfeiffer (1805-1877)
- P.F.Hunt - Peter Francis Hunt (1936)
- Pfitzer - Ernst Hugo Heinrich Pfitzer (1846-1906)
- P.F.Stevens - Peter Francis Stevens (1944)
- P.H.Davis - Peter Hadland Davis (1918-1992)
- P.Heukels - P. Heukels (1948)
- Phil. - Rodolfo Amando Philippi (1808-1904)
- Phipps - Constantine John Phipps (1744-1792)
- P.H.Raven - Peter Hamilton Raven (1936)
- Pic - Maurice Pic (1866-1957)
- Picco - Vittorio  Picco (1750-1823)
- Pickering - Charles Pickering (1805-1878)
- Pickersgill - Barbara Pickersgill (1940)
- Pickett - Fermen Layton Pickett (1881-1940)
- Picq. - Charles Armand Picquenard (1872-1940)
- Pic.Serm. - Rodolfo Emilio Giuseppe Pichi Sermolli (1912-2005)
- Pierot - Jacques Pierot (1812-1841)
- Pierre - Jean Baptiste Louis Pierre (1833-1905)
- P.Iglesias - Plácido Iglesias
- Pijl - Leendert van der Pijl (1903-1990)
- Pilát - Albert Pilát (1903-1974)
- Pildain - María Belén Pildain
- Pilg. - Robert Knud Friedrich Pilger (1876-1953)
- Pillans - Neville Stuart Pillans (1884-1964)
- Pinchot - Gifford Pinchot (1865-1946)
- Piper - Charles Vancouver Piper (1867-1926)
- Piré - Louis Alexandre Henri Joseph Piré (1827-1887)
- Pires - João Murça Pires (1916-1994)
- Piso - Willem Piso (1611-1678)
- P.James - Peter Wilfred James (1930-2014)
- P.J.Bergius - Peter Jonas Bergius (1730-1790)
- P.J.Cribb - Phillip J. Cribb (1946)
- P.Jørg. - Peter Møller Jørgensen (1958)
- P.Karst. - Petter Adolf Karsten (1834-1917)
- P.K.Endress - Peter Karl Endress (1942)
- P.Kumm. - Paul Kummer (1834-1942)
- Planch. - Jules Émile Planchon (1823-1888)
- Plenck - Joseph Jacob von Plenck (1738-1807)
- P.L.Fiedl. - Peggy L. Fiedler
- Plowman - Timothy Plowman (1944-1989)
- Plum. - Charles Plumier (1646-1704)
- P.M.D.Martin - Philip Michael Dunlop Martin
- P.Micheli - Pier Antonio Micheli (1679-1737)
- P.M.Kirk - Paul Michael Kirk (1952)
- P.-M.L.Jaeger - Peter-Martin Lind Jaeger
- P.M.Peterson - Paul M. Peterson (1954)
- P.M.Rea - Paul Marshall Rea (1878-1948)
- Poche - Franz Poche (1879-1945)
- Pocock - Mary Agard Pocock (1886-1997)
- Podlech - Dieter Podlech (1931)
- Podp. - Josef Podpera (1878-1954)
- Poepp. - Eduard Friedrich Poeppig (1798-1868)
- Poir. - Jean Louis Marie Poiret (1755-1834)
- Poiss. - Henri Louis Poisson (1877-1963)
- Poit. - Pierre Antoine Poiteau (1766-1854)
- Poivre - Pierre Poivre (1719-1786)
- Polhill - Roger Marcus Polhill (1937)
- Pollacci - Gino Pollacci (1872-1963)
- Pollock - James Barklay Pollock (1863-1934)
- Pomel - Auguste Nicolas Pomel (1821-1896)
- Pomerl. - René Pomerleau (1904-1993)
- Porembski - Stefan Porembski
- Porter - Thomas Conrad Porter (1822-1901)
- Pouchet - Félix Archimède Pouchet (1800-1872)
- Poumarat - Serge Poumarat
- Pourr. - Pierre André Pourret (1754-1818)
- Pouzar - Zdeněk Pouzar (1932)
- P.Parm. - Paul Évariste Parmentier (1860-1941)
- P.Ponce de León - Patricio Ponce de León y Carrillo (1915)
- Prain - David Prain (1857-1944)
- Prance - Ghillean Prance (1937)
- Prantl - Karl Anton Eugen Prantl (1849-1893)
- Prasher - I.B. Prasher
- Preble - Edward Alexander Preble (1871-1957)
- Preising - Ernst Preising (1911-2007), nota bene: in de vegetatiekunde ook Prsg
- P.Renault - Pierre Antoine Renault (1750-1835)
- Pridgeon - Alec Pridgeon (1950)
- Pring - George Henry Pring (1885-1974)
- Pringsh. - Nathanael Pringsheim (1823-1894)
- P. Roberts - Peter (J.) Roberts
- Prosk. - Johannes Max Proskauer (1923-1970)
- Prov. - Léon Provancher (1820-1892)
- Prowazek - Stanislaus von Prowazek (1875-1915)
- P.Royen - Pieter van Royen (1923-2002)
- Prud'homme - W.F. Prud'homme van Reine (1941)
- P.Russell - Patrick Russell (1726-1805)
- P.S.Ashton - Peter Shaw Ashton (1934)
- P.Sarasin - Paul Benedict Sarasin (1856-1929)
- P.Selby - Prideaux John Selby (1788-1867)
- P.S.Soltis - Pamela S. Soltis
- P.S.Wyse Jacks. - Peter S. Wyse Jackson (1955)
- P.Syd. - Paul Sydow (1851-1925)
- Pulle - August Adriaan Pulle (1878-1955)
- Pult. - Richard Pulteney (1730-1801)
- Pursh - Frederick Traugott Pursh (1774-1820)
- P.W.Ball - Peter William Ball (1932)
- P.W.Fritsch - Peter W. Fritsch
- P.Wilson - Percy Wilson (1879-1944)
- P.W.Lund - Peter Wilhelm Lund (1801-1880)
- P.W.Richards - Paul Westmacott Richards (1908-1995)

## Q
- Q. Cai - Qing Cai
- Quél. - Lucien Quélet (1832-1899)
- Quinn - Christopher John Quinn (1936)
- Quisumb. - Eduardo Quisumbing (1895-1986)
- Quoy - Jean René Constant Quoy (1790-1869)
- Q.Zhao - Qi Zhao

## R
- Rabenant. - Johny Rabenantoandro (1971)
- Rabenh. - Gottlob (Gottlieb) Ludwig Rabenhorst (1806-1881)
- Racov. - Andrei Racovitza (1911)
- Radcl.-Sm. - Alan Radcliffe-Smith (1938-2007)
- Radde - Gustav Radde (1831-1903)
- Raddi - Giuseppe Raddi (1770-1829)
- Raderm. - Jacobus Radermacher (1741-1783)
- Radford - Albert Ernest Radford (1918-2006)
- Raf. - Constantine Samuel Rafinesque (1783-1840)
- Raffles - Thomas Raffles (1781-1826)
- R.A.Howard - Richard Alden Howard (1917-2003)
- Raithelh. - Jörg H. Raithelhuber
- Raitv. - Ain (G.) Raitviir (1938-2006)
- Rajchenb. - Mario Rajchenberg (1953)
- Rakotoarin. - Mijoro Rakotoarinivo
- Ramond - Louis Ramond (1755-1827)
- Ramsb. - John Ramsbottom (1885-1974)
- Randrian. - Armand Randrianasolo
- Raoul - Étienne Fiacre Louis Raoul (1815-1852)
- R.A.Price - Robert A. Price
- Rasbach - Helga Rasbach (1925-)
- Rasch - Wilhem Rasch
- Rasm. - Rasmus Rasmussen (1871-1962)
- Rataj - Karel Rataj (1925)
- Ratter - James Alexander Ratter (1934)
- Ratzeb. - Julius Theodor Christian Ratzeburg (1801-1871)
- Rauh - Werner Rauh (1913-2000)
- Raunk. - Christen Christiansen Raunkiær (1860-1938)
- Raus - Thomas Raus (1949)
- Rauschert - Stephan Rauschert (1931-1986)
- Rauwenh. - Nicolas Willem Pieter Rauwenhoff (1826-1909)
- Rauwolff - Leonhart Rauwolff (1535-1596)
- Rawl. - Christopher James Rawlinson (1942)
- Ray - John Ray (1627-1705)
- Raym.-Hamet - Raymond-Hamet (1890-1972)
- R.Br. - Robert Brown (1773-1858)
- Rchb. - Heinrich Gottlieb Ludwig Reichenbach (1793-1879)
- Rchb.f. - Heinrich Gustav Reichenbach (1824-1889)
- R.C.Starr - Richard Cawthorn Starr (1924-1998)
- R.D.Stone - Robert Douglas Stone (1958)
- R.C.Upadhyay - Ramesh Chandra Upadhyay
- Rea - Carleton Rea (1861-1946)
- Rech.f. - Karl Heinz Rechinger (1906-1998)
- Redhead - Scott Alan Redhead (1950)
- Redouté - Pierre Joseph Redouté (1759-1840)
- Regel - Eduard von Regel (1815-1892)
- Regalado - Jack Regalado
- Rehder - Alfred Rehder (1863-1949)
- Rehm - Heinrich (Simon Ludwig Friedrich Felix) Rehm (1828-1916)
- Rehmann - Anton Rehmann (1840-1917)
- Reichard - Johann Jacob Reichard (1743-1782)
- Reichg. - Theodorus Johannes Reichgelt (1903-1966)
- Reichst. - Tadeus Reichstein (1897-1996)
- Reinke - Johannes Reinke (1849-1931)
- Reinw. - Caspar Georg Carl Reinwardt (1773-1854)
- Reitsma - J. Reitsma
- Rendle - Alfred Barton Rendle (1865-1938)
- Renault - Bernard Renault (1836-1904)
- Req. - Esprit Requien (1788-1851)
- R.E.Schult. - Richard Evans Schultes (1915-2001)
- Retief - Elizabeth Retief (1947)
- Retz. - Anders Jahan Retzius (1742-1821)
- Reut. - Georges François Reuter (1805-1872)
- Reveal - James Lauritz Reveal (1941)
- Reyger - Jan Gotfryd Reyger (1704-1788)
- Reynel - Carlos Reynel
- Reynolds - Gilbert Westacott Reynolds (1895-1967)
- R.Geesink - Robert Geesink (1945)
- Rheede - Hendrik Adriaan von Rheede tot Draakestein (1637-1691)
- R.Heim - Roger ('Jean') Heim (1900-1979)
- R.H.Petersen - Ronald H. ('Ron') Petersen (1934)
- Rich. - Louis Claude Marie Richard (1754-1821)
- Richardson - John Richardson (1787-1865)
- Rich.Bell. - Pierre Richer de Belleval (1564-1632)
- Ricken - Adalbert Ricken (1851-1921)
- Ridl. - Henry Nicholas Ridley (1855-1956)
- Ridsdale - Colin Ernest Ridsdale (1944)
- Riedel - Ludwig Riedel (1790-1861)
- Rieseberg - Loren H. Rieseberg (1961)
- Risso - Antoine Risso (1777-1845)
- Ritz.Bos - Jan Ritzema Bos (1850-1928)
- Rivas Goday - Salvador Rivas Goday (1905-1981)
- Rivière - Marie Auguste Rivière (1821-1877)
- Rix - Martyn Rix (1943)
- R.J.Morgan - Raymond J. Morgan
- R.K.Jansen - Robert K. Jansen (1954)
- R.Keller - Robert Keller (1854-1939)
- R.Lesson - René Primevère Lesson (1794-1849)
- R.M.Bateman - Richard M. Bateman
- R.M.King - Robert Merrill King (1930-2007)
- R.M.Klein - Roberto Miguel Klein (1923-1992)
- R.M.Patrick - Ruth Myrtle Patrick (1907)
- R.M.Sm. - Rosemary Margaret Smith (1933-2004)
- R.Morales - Ramón Morales (fl. 1984)
- Rob. - William Robinson (1838-1935)
- Roberge - Michel (Michael) Robert Roberge ( -1864)
- Rock - Joseph Rock (1884-1962)
- Rodman - James Eric Rodman (1945)
- Rohde - Michael Rohde (1782-1812)
- Rohwer - Jens Gunter Rohwer
- Roem. - Johann Jakob Roemer (1763-1819)
- Rol. - Daniel Rolander (1725-1793)
- Rollins - Reed Clark Rollins (1911-1998)
- Romagn. - Henri Charles Louis (Lewis) Romagnesi (1912-1999)
- Romans - Bernard Romans (v. 1720-1784)
- Roscoe - William Roscoe (1753-1831)
- Rose - Joseph Nelson Rose (1862-1928)
- Rossman - Amy Rossman (1946)
- Rostaf. - Józef Thomasz Rostafińsky (1850-1928)
- Rostk. - Friedrich Wilhelm Gottlieb Theophil Rostkovius (1770-1848)
- Rostr. - Frederik Georg Emil Rostrup (1831-1907)
- Roth - Albrecht Wilhelm Roth (1757-1834)
- Rottler - Johan Peter Rottler (1749-1836)
- Rothm. - Werner Hugo Paul Rothmaler (1908-1962)
- Round - Frank Round (1927)
- Rousseau - Jean-Jacques Rousseau (1712-1778)
- Roussel - Henri François Anne de Roussel (1747-1812)
- Routien - John Broderick Routien (1913)
- Rouy - Georges C.Chr. Rouy (1851-1924)
- Royen - Adriaan van Royen (1704-1779)
- Roze - Ernest Roze (1833-1900)
- Rozier - François Rozier (1734-1793)
- Roxb. - William Roxburgh (1751-1815)
- R.Patt. - Robert Patterson (1947)
- R.R.Gates - Reginald Ruggles Gates (1882-1962)
- R.R.Kowal - Robert R. Kowal (1939)
- R.S.Beaman - Reed Schiele Beaman (1961)
- R.S.Cowan - Richard Sumner Cowan (1921-1997)
- R.Sharma - Raghunandan Sharma
- R.S.Williams - Robert Statham Williams (1859-1945)
- R.Sterner - Karl Rikard Sterner (1891-1956)
- R.T.Moore - Royall Tyler Moore (1930-2014)
- R.T.Penn. - R. Toby Pennington (1968)
- R.Trimen - Roland Trimen (1840-1916)
- Rubers - Wilhelmus Vincentius Rubers (1944)
- Rudall - Paula Rudall (1954)
- Rudolphi - Carl Asmund Rudolphi (1771-1832)
- Ruiz - Hipólito Ruiz López (1754-1815)
- Rumph. - Georg Eberhard Rumphius (1628-1702)
- Rüppell - Wilhelm Peter Eduard Simon Rüppell (1794-1884)
- Ruppius - Heinrich Bernhard Rupp (1688-1719)
- Rupr. - Franz Josef Ivanovich Ruprecht (1814-1870)
- Rusby - Henry Hurd Rusby (1855-1940)
- Rutherf. - Daniel Rutherford (1749-1819)
- Ruysch - Frederik Ruysch (1638-1731)
- R.Vilm. - Roger Marie Vincent Philippe Lévêque de Vilmorin (1905-1980)
- R.W.Darwin - Robert Waring Darwin (1724-1816)
- R.W.Ham - R.W.J.M. van der Ham (1951)
- R.W.Hartm. - Robert Wilhelm Hartman (1827-1891)
- Rydb. - Per Axel Rydberg (1860-1931)
- Ryvarden - Leif Ryvarden (1935)

## S
- Sabine - Joseph Sabine (1770-1837)
- Sacc. - Pier Andrea Saccardo (1845-1920)
- Sacco - José da Costa Sacco (1930)
- Sachs - Julius von Sachs (1832-1897)
- S.A.Earle - Sylvia Alice Earle (1935)
- Safford - William Edwin Safford (1859-1926)
- Sagást. - Abundio Sagástegui (1932)
- Sageret - Augustin Sageret (1763-1851)
- S.A.Hammer - Steven A. Hammer
- Salisb. - Richard Anthony Salisbury (1761-1829)
- Salm-Dyck - Jozef van Salm-Reifferscheid-Dyck (1773-1861)
- S.A.Mori - Scott A. Mori (1941)
- Sam. - Gunnar Samuelsson (1885-1944)
- Samp. - Gonçalo António da Silva Ferreira Sampaio (1865-1937)
- Samson - Robert Samson (1946)
- Sandifort - Gerard Sandifort (1779-1848)
- Sarg. - Charles Sprague Sargent (1841-1927)
- Sarwal - B.M. Sarwal
- Sathe - A.V. Sathe (1935)
- Sauss. - Horace-Bénédict de Saussure (1740-1799)
- Saut. - Anton Sauter (1800-1881)
- Sauvages - François Boissier de Sauvages de Lacroix (1706-1767)
- Savi - Gaetano Savi (1769-1844)
- Savigny - Jules-César Savigny (1777-1851)
- Savol. - Vincent Savolainen (1966)
- Say - Thomas Say (1787-1834)
- Sayers - Brendan Sayers
- S.Blackmore - Stephen Blackmore (1952)
- S.Blumer - Samuel von Blumer
- Schaeff. - Jacob Christian Schäffer (1718-1790)
- Schafh. - Karl Emil von Schafhäutl (1803-1890)
- Schallert - Paul Otto Schallert (1879-1970)
- Schaminée - Joop Schaminée (1957)
- S.C.H.Barrett - Spencer Charles Hilton Barrett (1948)
- Sch.Bip. - Carl Heinrich Schultz Bipontinus (1805-1867)
- Scheff. - Rudolph Herman Christiaan Carel Scheffer (1844-1880)
- Schenck - Johann Heinrich Rudolf Schenck (1860-1927)
- Sheng H.Wu - Sheng Hua Wu
- Scherb. - Johannes Scherbius (1769-1813)
- Schettler - Roland Schettler
- Scheygr. - Arie Scheygrond (1905-1996)
- Schiede - Christian Julius Wilhelm Schiede (1798-1836)
- Schilb. - Károly Schilberszky (1863-1935)
- Schimp. - Wilhelm Philipp Schimper (1808-1880)
- Schinz - Hans Schinz (1858–1941)
- Schischk. - Boris Konstantinovich Schischkin (1886-1963)
- Schkuhr - Christian Schkuhr (1741-1811)
- Schleich. - Johann Christoph Schleicher (1768-1834)
- Schleid. - Matthias Jacob Schleiden (1804-1881)
- Schlich - William Schlich (1840-1925)
- Schloth. - Ernst Friedrich von Schlotheim (1764-1832)
- Schltdl. - Diederich Franz Leonhard von Schlechtendal (1794-1866)
- Schltr. - Rudolf Schlechter (1872-1925)
- Schmidel - Casimir Christoph Schmidel (1718-1792)
- Schmidt - Franz Schmidt (1751-1834)
- Schnizl. - Adalbert Carl Friedrich Hellwig Conrad Schnizlein (1814-1868)
- Schoenef. - Wladimir de Schœnefeld (1816-1875)
- Scholler - Friedrich Adam Scholler (1718-1795)
- Schoser - Gustav Schoser (1924)
- Schot - Anne Schot (1966 - )
- Schott - Heinrich Wilhelm Schott (1794-1865)
- Schouw - Joakim Frederik Schouw (1789-1852)
- Schrad. - Heinrich Adolph Schrader (1767-1836)
- Schramm - Alphons Schramm (1823-1875)
- Schrank - Franz Paula von Schrank (1747-1835)
- Schreb. - Johann Christian Daniel von Schreber (1739-1810)
- Schub. - Gotthilf Heinrich von Schubert (1780-1860)
- Schübl. - Gustav Schübler (1787-1834)
- Schuit. - André Schuiteman (1960)
- Schult. - Josef August Schultes (1773-1831)
- Schult.f. - Julius Hermann Schultes (1804-1840)
- Schultz - Carl (Karl) Friedrich Schultz (1765~6-1837)
- Schulzer - Stephan Schulzer von Müggenburg (1802-1892)
- Schumach. - Heinrich Christian Friedrich Schumacher (1757-1830)
- Schuurm.Stekh. - Jacobus Hermanus Schuurmans Stekhoven (1792-1855)
- Schwann - Theodor Schwann (1810-1882)
- Schwantes - Martin Heinrich Gustav Schwantes (1891-1960)
- Schweigg. - August Friedrich Schweigger (1783-1821)
- Schwein. - Ludwig David von Schweinitz (1780-1834)
- Schweinf. - Georg August Schweinfurth (1836-1925)
- Schwend. - Simon Schwendener (1829-1919)
- Schwerdtf. - Michael Schwerdtfeger
- Schwick. - Mathias Schwickerath (1892-1974)
- Scop. - Giovanni Antonio Scopoli (1723-1788)
- Scotland - Robert W. Scotland
- Scribn. - Frank Lamson Scribner (1851-1938)
- S.D.Deshp. - Sandhya D. Deshpande
- S.Dressler - Stefan Dressler (1964)
- S.D.Sundb. - Scott D. Sundberg (1954-2004)
- Sebast. - Francesco Antonio Sebastiani (1782-1821)
- Seberg - Ole Seberg (1952)
- Seeger - Hans-Gerhardt Seeger
- Seem. - Berthold Carl Seemann (1825-1871)
- Ség. - Jean-François Séguier (1703-1784)
- Segal - Ronald Henry Segal (1940)
- Seidenf. - Gunnar Seidenfaden (1908-2001)
- Seine - Rüdiger Seine
- Sélys-Longch. - Michel Edmond de Sélys-Longchamps (1813-1900)
- Sendtn. - Otto Sendtner (1813-1859)
- Seneb. - Jean Senebier (1742-1809)
- Senghas - Karlheinz Senghas (1928-2004)
- Ser. - Nicolas Charles Seringe (1776-1858)
- Sessé - Martin de Sessé y Lacasta (1751-1808)
- Setch. - William Albert Setchell (1864-1943)
- Seub. - Moritz August Seubert (1818-1878)
- Seward - Albert Charles Seward (1863-1941)
- S.F.Blake - Sidney Fay Blake (1892-1959)
- S.F.Gray - Samuel Frederick Gray (1766-1828)
- S.G.Gmel. - Samuel Gottlieb Gmelin (1744-1774)
- Shafer - John Adolph Shafer (1863-1918)
- Shear - Cornelius Lott Shear (1865-1956)
- Sherard - William Sherard (1659-1728)
- Sherff - Earl Edward Sherff (1886-1966)
- Shevock - James R. Shevock (1950)
- S.H.He - Shuang Hui He
- Shibata - Keita Shibata (1877-1949)
- Shinners - Lloyd Herbert Shinners (1918-1971)
- Shishkoff - Nina Shishkoff
- Shore - Joel S. Shore (1955)
- Shreve - Forrest Shreve (1878-1950)
- Shuttlew. - Robert James Shuttleworth (1810-1874)
- Sibth. - John Sibthorp (1758-1796)
- Siebold - Philipp Franz von Siebold (1796-1866)
- Siesm. - Franz Heinrich Siesmayer (1817-1900)
- S.Imai - Sanshi Imai (1900)
- Simonini - Giampaolo Simonini
- Simonk. - Lajos Simonkai (1851-1910)
- Sims - John Sims (1749-1831)
- Sinden - James Whaples Sinden (1902-1994)
- Singer - Rolf Singer (1906-1994)
- S.Ito - Seiya Ito (1883-1962)
- S.Kim - Sangtae Kim (1967)
- Skeels - Homer Collar Skeels (1873-1934)
- S.Knapp - Sandra Knapp (1956)
- Skottsb. - Carl Skottsberg (1880-1963)
- Skrabal - Jürgen Skrabal
- S.Krasch. - Stephan Petrovich Krascheninnikov (1713-1755)
- S.Lee - Sangtae Lee (1944)
- Sleumer - Hermann Otto Sleumer (1906-1993)
- Sloane - Hans Sloane (1660-1753)
- Slooten - Dirk Fok van Slooten 1891-1953
- S.Lund - Søren Jenssen Lund (1905-1974)
- Sm. - James Edward Smith (1759-1828)
- Small - John Kunkel Small (1869-1938)
- Smiley - Frank Jason Smiley (1880-1969)
- Soca - Romieg Soca (1951)
- Søchting - Ulrik Søchting
- Soderstr. - Thomas Robert Soderstrom (1936-1987)
- Soest - Johannes Leendert van Soest (1898-1983)
- Sohmer - Seymour Hans Sohmer (1941)
- Sol. - Daniel Solander (1733-1782)
- Soldano - Adriano Soldano (1944)
- Soler. - Hans Solereder (1860-1920)
- Solms - Hermann Maximilian Carl Ludwig Friedrich zu Solms-Laubach (1842-1915)
- Solomon - James Clinton Solomon (1952)
- Soltis - Douglas Soltis
- Somm. - Carlo Pietro Stefano Sommier (1848-1922)
- Sond. - Otto Wilhelm Sonder (1812-1881)
- Sonn. - Pierre Sonnerat (1748-1814)
- Sonnini - Charles-Nicolas-Sigisbert Sonnini de Manoncourt (1751-1812)
- Soó - Károly Rezsö Soó von Bere (1903-1980)
- Sordelli - Ferdinando Sordelli (1837-1916)
- Soreng - Robert Soreng (1952)
- Sosef - Marc Simon Maria Sosef (1960)
- Sougnez - N. Sougnez
- Sowerby - James Sowerby (1757-1822)
- S.P.Abraham - S.P. Abraham
- Spach - Édouard Spach (1801-1879)
- Sparrm. - Anders Sparrman (1748-1820)
- Speg. - Carlo Luigi Spegazzini (1858-1926)
- Spirin - Wjacheslav A. Spirin
- Spix - Johann Baptist von Spix (1781-1826)
- Spooner - Brian Martin Spooner (1951)
- Spreng. - Kurt Sprengel (1766-1833)
- Sprenger - Carl Ludwig Sprenger (1846-1917)
- Spruce - Richard Spruce (1817-1893)
- S.S.Renner - Susanne Sabine Renner (1954)
- Stace - Clive Anthony Stace (1938-)
- Stafleu - Frans Antonie Stafleu (1921-1997)
- Stahel - Gerold Stahel (1887-1955)
- S.Takam. - Susumu Takamatsu
- Stalpers - Joost Stalpers (1947)
- Standl. - Paul Carpenter Standley (1884-1963)
- Stapf - Otto Stapf (1857-1933)
- Staude - Friedrich Staude ( -1861)
- Stauffer - Hans Ulrich Stauffer (1929-1965)
- S.T.Blake - Stanley Thatcher Blake (1910-1973)
- Stearn - William Thomas Stearn (1911-2001)
- Stebbins - George Ledyard Stebbins (1906-2000)
- Steenis - Cornelis van Steenis (1901-1986)
- Steen.-Krus. - Maria Johanna van Steenis-Kruseman (1904-1999)
- Stegenga - Herre Stegenga (1947)
- Steller - Georg Wilhelm Steller (1709-1746)
- Stent - Sydney Margaret Stent (1875-1942)
- Stephens - Edith Layard Stephens (1884-1966)
- Sternb. - Kaspar Maria von Sternberg (1761-1838)
- Sterns - Emerson Ellick Sterns (1846-1926)
- Steud. - Ernst Gottlieb von Steudel (1783-1856)
- Stev. - John Stevenson (1836-1903)
- Steven - Christian von Steven (1781-1863)
- Steyerm. - Julian Alfred Steyermark (1909-1988)
- Stirt. - James Stirton (1833-1917)
- Stockey - Ruth A. Stockey
- Stokes - Jonathan S. Stokes (1755-1831)
- Stoliczka - Ferdinand Stoliczka (1838-1874)
- Stomps - Theodoor Jan Stomps 1885-1973
- Stotler - Raymond Eugene Stotler (1940-2013)
- Stouffer - David James Stouffer (1900)
- Strasb. - Eduard Strasburger (1844-1912)
- Strøm - Hans Strøm (1726-1797)
- Strother - John Lance Strother (1941)
- Stuart - John Stuart Bute (1713-1792)
- Stuessy - Tod Falor Stuessy (1943)
- Stuppy - Wolfgang Stuppy (1966)
- Sturm - Jacob Wilhelm Sturm (1771-1848)
- Sudw. - George Bishop Sudworth (1864-1927)
- Styles - Brian Thomas Styles (1936-1993)
- Suess. - Karl Suessenguth (1893-1955)
- Subils - Rosa Subils (1929)
- Sull. - William Starling Sullivant (1803-1873)
- Summerh. - Victor Samuel Summerhayes (1897-1974)
- Suringar - Willem Frederik Reinier Suringar (1832-1898)
- Šutara - Josef Šutara (1943)
- Sutton - Charles Sutton (1756-1846)
- Svrček - Mirko Svrček (1925)
- Sw. - Olof Peter Swartz (1760-1818)
- Swainson - William Swainson (1789-1855)
- Swallen - Jason Richard Swallen (1903-1991)
- S.Watson - Sereno Watson (1826-1892)
- Sweet - Robert Sweet (1783-1835)
- Swingle - Walter Tennyson Swingle (1871-1952)
- Swinhoe - Robert Swinhoe (1836-1877)
- Swinscow - Thomas Douglas Victor Swinscow (1917-1992)
- S.W.Mill - Susan W. Mil
- S.W.L.Jacobs - Surrey Wilfrid Laurance Jacobs (1946-2009)
- Syd. - Hans Sydow (1879-1946)
- Sykes - William Russell Sykes(1927)
- Syme - John Thomas Irvine Boswell Syme (1822-1888)
- Sytsma - Kenneth Sytsma (1954)
- Szlach. - Dariusz Lucjan Szlachetko

## T
- T.A.Conrad - Timothy Abbott Conrad (1803-1877)
- Takht. - Armen Leonovich Takhtajan (1910-2009)
- Tammes - Jantina Tammes (1871-1947)
- Tanaka - Tyôzaburô Tanaka (1885)
- Tansley - Arthur George Tansley (1871-1955)
- Tausch - Ignaz Friedrich Tausch (1793-1848)
- T.Bastard - Thom. Bastard ( -1815)
- T.Baytop - Turhan Baytop (1920-2002)
- T.D.Bruns - Thomas D. Bruns
- T.D.Penn. - Terence Dale Pennington (1938)
- T.Duncan - Thomas Duncan (1948)
- T.Durand - Théophile Alexis Durand (1855-1912)
- Teijsm. - Johannes Elias Teijsmann (1809-1882)
- Temminck - Coenraad Jacob Temminck (1778-1858)
- Ten. - Michele Tenore (1780-1861)
- Teppner - Herwig Teppner (1941)
- Teusch. - Henry Teuscher (1891-1984)
- T.F.Forst. - Thomas Furly Forster (1761-1825)
- T.F.Daniel - Thomas Franklin Daniel (1954)
- Thaxt. - Roland Thaxter (1858-1932)
- Thell. - Albert Thellung (1881-1928)
- T.Herrera - Teófilo Herrera
- Th.Fr. - Theodor (Thore) Magnus Fries (1832-1913)
- Thib. Chanv. - Jean Baptiste Thibault de Chanvalon (1725-1785)
- Thiéry Mén. - Nicolas Joseph Thiéry de Ménonville (1739-1780)
- Thijsse - Jac. P. Thijsse (1863-1945)
- T.H.Li - Tai Hui Li
- T.Hogg - Thomas Hogg (1820-1892)
- Thomson - Thomas Thomson (1817-1878)
- Thonn. - Peter Thonning (1775-1848)
- Thore - Jean Thore (1762-1823)
- Thorne - Robert Folger Thorne (1920)
- Thouin - André Thouin (1747-1824)
- Thouars - Louis-Marie Aubert Du Petit-Thouars (1758-1831)
- Thuill. - Jean-Louis Thuillier (1757-1822)
- Thulin - Mats Thulin (1948)
- Thunb. - Carl Peter Thunberg (1743-1828)
- Thur. - Gustave Adolphe Thuret (1817-1875)
- Thurb. - George Thurber (1821-1890)
- Thwaites - George Henry Kendrick Thwaites (1811-1882)
- T.H.Wen - Tai Hui Wen (1924)
- Tiegh. - Phillippe Édouard Léon van Tieghem (1839-1914)
- Tiehm - Arnold Tiehm
- Tilesius - Wilhelm Gottlieb von Tilesius von Tilenau (1769-1857)
- Tiling - Heinrich Sylvester Theodor Tiling (1818-1871)
- Timm - Joachim Christian Timm (1734-1805)
- T.Johnson - Thomas Johnson (1863-1954)
- T.K.Abraham - T.K. Abraham
- T.Knight - Thomas Andrew Knight (1759-1838).
- T.Lebel - Teresa Lebel
- T.Lestib. - Gaspard Thémistocle Lestiboudois (1797-1876)
- T.Lopes - Thereza Cristina Costa Lopes
- T.Macbr. - Thomas Huston Macbride (1848-1934)
- 't Mannetje - Len 't Mannetje
- T.M.Harris - Thomas Maxwell Harris (1903-1983)
- T.Moore - Thomas Moore (1821-1887)
- T.Nees - Theodor Friedrich Ludwig Nees von Esenbeck (1787-1837)
- Tod. - Agostino Todaro (1818-1892)
- Tode - Heinrich Julius Tode (1733-1797)
- Tombe - Frans Andries des Tombe (1884-1926)
- Toml. - Philip Barry Tomlinson (1932)
- Tommerup - Inez C. Tommerup
- Tomšovský - Michal Tomšovský
- Tolsma - Jan Tolsma
- Tornab - Francesco Tornabene Roccaforte (1813-1897)
- Torr. - John Torrey (1796-1873)
- Tortič - M.(V.) Tortič
- Touw - Andries Touw (1935)
- Tourlet - Ernest Henry Tourlet (1843-1907)
- Tourr. - Marc Antoine Louis Claret de La Tourrette (1729-1793)
- Tourn. - Joseph Pitton de Tournefort (1656-1708)
- Trad. - John Tradescant le jeune (1608-1662)
- Trappe - James M. Trappe (1931)
- Tratt. - Leopold Trattinnick (1764-1849)
- Trautv. - Ernst Rudolf von Trautvetter (1809-1889)
- Traverso - Giovanni Battista Traverso (1878-1955)
- Trécul - Auguste Adolphe Lucien Trécul (1818-1896)
- Trel. - William Trelease (1857-1945)
- Treub - Melchior Treub (1851-1910)
- Trevir. - Ludolph Christian Treviranus (177 9-1864)
- Trevis. - Vittore Benedetto Antonio Trevisan de Saint-Léon (1818-1897)
- Trew - Christoph Jakob Trew (1695-1769)
- Triana - José Jéronimo Triana (1834-1890)
- Trimen - Henry Trimen (1843-1896)
- Trin. - Carl Bernhard von Trinius (1778-1844)
- Tristram - Henry Baker Tristram (1822-1906)
- Troll - Wilhelm Troll (1897-1978)
- Trotter - Alessandro Trotter (1874-1967)
- Tscherm.-Seys. - Erich von Tschermak-Seysenegg (1871-1962)
- T. Schumach. - Trond (K.) Schumacher (1949)
- T.S.Elias - Thomas Sam Elias (1942)
- Tswett - Mikhail Semenovich Tswett (1872-1919)
- T.Tyler - Torbjörn Tyler
- Tuck. - Edward Tuckerman (1817-1886)
- Tul. - Louis René ('Edmond') Tulasne (1815-1885)
- Tulloss - Rodham E. Tulloss
- Turcz. - Porphir Kiril Nicolai Stepanowitsch Turczaninow (1796-1863)
- Turland - Nicholas Turland (1966)
- Turner - Dawson Turner (1775-1858)
- Turrill - William Bertram Turrill (1890-1961)
- Tutin - Thomas Gaskell Tutin (1908-1987)
- Tüxen - Reinhold Tüxen (1899-1980), nota bene: in de vegetatiekunde ook Tx.
- T.W.K.Young - Thomas W.K. Young
- Tx. - Reinhold Tüxen (1899-1980)
- Tzvelev - Nikolai Nikolaievich Tzvelev (1925-2015)

## U
- U.Braun - Uwe Braun (1953)
- U.Jensen - Uwe Jensen (1931)
- Uittien - Hendrik Uittien (1898-1944)
- Uljé - C.B. Uljé (1939–2003)
- Underw. - Lucien Marcus Underwood (1853-1907)
- Unger - Franz Unger (1800-1870)
- Ulmer - Torsten Ulmer (1970)
- Urb. - Ignatz Urban (1848-1931)

## V
- V.A.Funk - Victoria Ann Funk (1947-2019)
- Vahl - Martin Vahl (1749-1804)
- Vaill. - Sébastien Vaillant (1669-1722)
- Valeton - Theodoric Valeton (1855-1929)
- Vand. - Domenico Vandelli (1735-1816)
- Vanderpl. - John Vanderplank
- van der Werff - Henk van der Werff (1946)
- Van Geert - Auguste Van Geert (1888-1938)
- Van Houtte - Louis Benoît Van Houtte (1810-1876)
- van Jaarsv. - Ernst Jacobus van Jaarsveld (1953)
- Van 't Veer - Ron Van ‘t Veer
- Vaucher - Jean Pierre Étienne Vaucher (1763-1841)
- Vavilov - Nikolai Vavilov (1887-1943)
- V.Brig. - Vincenzo Briganti (1766-1836)
- V.B.Stewart - Vern Bonham Stewart (1888-1918)
- V.C.Souza - Vinicius Castro Souza (1954)
- V.D.Roth - Vincent Daniel Roth (1924-1997)
- V.E.Barney - Victoria E. Barney
- Veillon - Jean-Marie Veillon
- Veldkamp - Jan Frederik Veldkamp (1941-2017)
- Velen. - Josef Velenovský (1858-1949)
- Vell. - José Mariano da Conceição Vellozo (1742-1811)
- Vellinga - Else C. Vellinga
- Vent. - Étienne Pierre Ventenat (1757-1808)
- Verdc. - Bernard Verdcourt (1925-2011)
- Verduyn - G.P. Verduyn
- Verkley - Gerard J.M. Verkley
- Verm. - Pieter Vermeulen
- Verschaff. - Ambroise Verschaffelt (1825-1886)
- Vest - Lorenz Chrysanth von Vest (1776-1840)
- Vězda - Antonín Vězda (1920-2008)
- Vick. - Keith Vickerman
- Vict. - Frère Marie-Victorin (1885-1944)
- Vig. - Louis Guillaume Alexandre Viguier (1790-1867)
- Vignolo - Ferdinando Vignolo-Lutati (1878-1965)
- Vilgalys - Rytas J. Vilgalys (1958)
- Vill. - Dominique Villars (1745-1814)
- Vines - Sydney Howard Vines (1849-1934)
- Vink - Willem Vink (1931)
- Vitta - Fabio Augusto Vitta
- Vittad. - Carlo Vittadini (1800-1865)
- Viv. - Domenico Viviani (1772-1840)
- Vizzini - Alfredo Vizzini
- Vl. - Jan Vlieger (1911-1993)
- V.M.Badillo - Victor Manuel Badillo (1920)
- V.M.L.Kellogg - Vernon Myman Lyman Kellogg (1867-1937)
- Voigt - Joachim Johann Otto Voigt (1798-1843)
- Vollm. - Franz Vollmann (1858-1917)
- von Rochow - Margita von Rochow (1921-1974)
- Vorster - Pieter Johannes Vorster (1945)
- Voss - Andreas Voss (1857-1924)
- V.Robert - Vincent Robert
- Vrolik - Gerardus Vrolik (1775-1859)
- V.S.White - Violetta Susan Elizabeth White (1875-1949)
- V.T.Parker - V.Thomas Parker
- Vuk. - Ljudevit Farkaš Vukotinović (1813-1893)
- Vuyck - Laurens Vuyck (1862-1931)

## W
- Wach. - Evert Jacob van Wachendorff (1702-1758)
- Wacht. - Willem Hendrik Wachter (1882-1946)
- Wahlenb. - Göran Wahlenberg (1780-1851)
- Wakef. - Elsie Maud Wakefield (1886-1972)
- Waldst. - Franz de Paula Adam von Waldstein (1759-1823)
- Wall. - Nathaniel Wallich (1786-1854)
- Wallace - Alfred Russel Wallace (1823-1913)
- Wallr. - Carl Friedrich Wilhelm Wallroth (1792-1857)
- Wallwork - H. Wallwork
- Walter - Thomas Walter (1740-1789)
- Walters - Stuart Max Walters (1920-2005)
- Walp. - Wilhelm Gerhard Walpers (1816-1853)
- W.Anderson - William Anderson (auteur) (1750-1778)
- Wanntorp - Hans-Erik Wanntorp (1940)
- Warb. - Otto Warburg (1859-1938)
- Warsz. - Józef Warszewicz (1812-1866)
- Wartchow - Felipe Wartchow
- Wasser - Solomon Pavlovich Wasser (1946)
- Wassh. - Dieter Wasshausen (1938)
- Watling - Roy Watling (1938)
- Watson - William Watson (1715-1787)
- W.Bartram - William Bartram (1739-1823)
- W.B.Carp. - William Benjamin Carpenter (1813-1885)
- W.C.Cheng - Wan Chun Cheng (1908-1987)
- W.D.Francis - William Douglas Francis (1889-1959)
- W.D.J.Koch - Wilhelm Daniel Joseph Koch (1771-1849)
- Webb - Philip Barker Webb (1793-1854)
- Weber - Georg Heinrich Weber (1752-1828)
- Weber Bosse - Anna Antoinette Weber Bosse (1852-1942)
- Wedd. - Hugh Algernon Weddell (1819-1877)
- Weeda - Eddy Weeda (1952)
- Weevers - Theodorus Weevers (1875-1952)
- Weigel - Christian Ehrenfried Weigel (1748-1831)
- Weigend - Maximilian Weigend (1969)
- Weihe - Carl Ernst August Weihe (1779-1834)
- Wein - Kurt Wein (1883-1968)
- Weinm. - Johann Anton Weinmann  (1782-1858)
- Weism. - August Weismann (1834-1914)
- Welw. - Friedrich Welwitsch (1806-1872)
- Welzen - P.C. van Welzen (1958)
- W.E.Manning - Wayne Eyer Manning (1899-2004)
- Went - Friedrich August Ferdinand Christian Went (1863-1935)
- Werkh. - Marga Werkhoven (1946)
- Wesm. - Alfred Wesmael (1832-1905)
- Westc. - Frederic Westcott (-1861)
- Westend. - Gérard Daniel Westendorp (1813-1869)
- Wester - Peter Jansen Wester (1877-1931)
- Westerd. - Johanna Westerdijk 1883-1961
- Westerh. - Rembertus Westerhoff (1801-1874)
- Weston - Richard Weston (1733-1806)
- Wettst. - Richard Wettstein (1863-1931)
- W.Fitzg. - William Vincent Fitzgerald (1867-1929)
- W.F.Christ. - Willi Friedrich Christiansen (1885-1966)
- W.Gams - Konrad Walter Gams (1934-2017)
- W.G.Jones - W.G. Jones
- W.G.Sm. - Worthington George Smith (1835-1917)
- W.H.Brewer - William Henry Brewer (1828-1910)
- W.H.Duncan - Wilbur Howard Duncan (1910-2005)
- Whetzel - Herbert Hice Whetzel (1877-1944)
- Whitehouse - Eula Whitehouse (1892-1974)
- Whittaker - Robert Whittaker 1920-1980
- Whittem. - Alan T. Whittemore
- Whitten - Mark Whitten (1954)
- W.H.Lang - William Henry Lang (1874-?)
- W.Hook. - William Jackson Hooker (1779-1832)
- W.Hunter - William Hunter (1755-1812)
- W.H.Wagner - Warren Herbert Wagner (1920-2000)
- W.H.Welch - Winona Hazel Welch (1896-1990)
- Wied-Neuw. - Maximilian zu Wied-Neuwied (1782-1867)
- Wigand - Albert Wigand (1821-1886)
- Wiggins - Ira Loren Wiggins (1899-1987)
- Wight - Robert Wight (1796-1872)
- Wijnands - Onno Wijnands (1945-1993)
- Wikstr. - Johan Emanuel Wikström (1789-1856)
- Wilkes - Charles Wilkes (1798-1877)
- Wilkin - Paul Wilkin
- Will. - William Crawford Williamson (1816-1895)
- Willd. - Carl Ludwig von Willdenow (1765-1812)
- Willk. - Heinrich Moritz Willkomm (1821-1895)
- Wilmott - Alfred James Wilmott (1888-1950)
- Winterh. - Wulfard Winterhoff
- Winterl - Jacob Joseph Winterl (1739-1809)
- With. - William Withering (1741-1799)
- Witham - Henry Thomas Maire Silvertop Witham (1779-1844)
- Withner - Carl Leslie Withner (1918)
- Witte - Heinrich Witte (1825-1917)
- Wittm. - Ludwig Wittmack (1839-1929)
- W.J.Baker - William John Baker (1972)
- W.J.de Wilde - Willem Jan Jacobus Oswald de Wilde (1936)
- W.J.Kress - Walter John Emil Kress (1951)
- W.J.Zinger - Wasili Jakowlewitsch Zinger (1836-1907)
- W.K.Harris - Wayne K. Harris
- W.Koch - Walo Koch (1896-1956)
- W.L.Culb. - William Louis Culberson (1929-2003)
- W.Lohmeyer - Wilhelm Lohmeyer (1912-2021), nota bene: in de vegetatiekunde ook Lohm.
- W.L.Wagner - Warren L. Wagner (1950)
- W.MacGill. - William MacGillivray (1796-1852)
- W.M.Curtis - Winifred Mary Curtis (1905)
- W.N.Chou - Wen Neng Chou
- Wolf - Nathanael Matthaeus von Wolf (1724-1784)
- Wolfg. - Johann Friedrich Wolfgang (1776-1859)
- Woodland - Dennis W. Woodland (1940)
- Woodw. - Thomas Jenkinson Woodward (1745-1820)
- Woolls - William Woolls (1814-1893)
- Wooton - Elmer Ottis Wooton (1865-1945)
- Woyn. - Heinrich Karl Woynar (1865-1917)
- W.P.Fraser - William Pollock Fraser (1867-1943)
- W. Phillips - William Phillips (mycoloog) (1822-1905)
- W.R.Briggs - Winslow R. Briggs (1928)
- W.R.Buck - William Russell Buck (1950)
- W.R.Gerard - William Ruggles Gerard (1841-1914)
- W.Rich - William Rich (1800-1864)
- W.Saunders - William Saunders (1822-1900)
- W.T.Aiton - William Townsend Aiton (1766-1849)
- W.T.Doyle - William T. Doyle (1929)
- Wulfen - Franz Xaver von Wulfen (1728-1805)
- Wurdack - John Julius Wurdack (1921-1998)
- Wurmb - Friedrich von Wurmb (1742-1781)
- W.V.Br. - Walter Varian Brown (1913-1977)
- W.Watson - William Watson (1858-1925)
- W.Wight - William Franklin Wight (1874-1954)
- W.Wright - William Wright (1735-1819)
- W.W.Sm. - William Wright Smith (1875-1956)
- W.Y.Zhuang - Wen Ying Zhuang (1948)

## X
- X.D.Yu - Xiao Dan Yu
- Xhonneux - Guy Xhonneux (1953)
- X.L.Wu - Xing Liang Wu
- X.S.He - Xin Sheng He
- X.X.Liu - Xue Xi Liu

## Y
- Yakovlev - Gennady Pavlovic Yakovlev (1934)
- Y.C.Dai - Yu Cheng Dai
- Y.J.Yao - Yi Jian Yao
- Yunck. - Truman George Yuncker (1891-1964)
- Y.Y. Cui - Yang Yang Cui

## Z
- Zabel - Hermann Zabel (1832-1912)
- Zahlbr. - Alexander Zahlbruckner (1860-1938)
- Zanardini - Giovanni Zanardini (1804-1878)
- Zanten - Bernard Otto van Zanten (1927)
- Zaneveld - Jacques Simon Zaneveld (1909)
- Zea - Francisco Antonio Zea (1770-1822)
- Zeller - Sanford Myron Zeller (1885-1948)
- Zerova - Marija Ja. (Mariya Ya.) Zerova (1902)
- Zhu L. Yang - Zhu Liang Yang
- Zinn - Johann Gottfried Zinn (1727-1759)
- Zmitr. - Ivan V. Zmitrovich
- Zoll. - Heinrich Zollinger (1818-1859)
- Zona - Scott Zona (1959)
- Zonn. - Ben Zonneveld (1940)
- Zopf - Friedrich Wilhelm Zopf (1846-1909)
- Z.S.Rogers - Zachary Scott Rogers (1976)
- Zucc. - Joseph Gerhard Zuccarini (1797-1848)
- Zuccagni - Attilio Zuccagni (1754-1807)
- Zuloaga - Fernando Omar Zuloaga (1951)
- Z.W.Ge - Zai Wei Ge